# Списък с епизоди на Keeping Up With The Kardashians
Keeping Up With The Kardashians е американско риалити предаване, което се излъчва по Е! от 14 октомври 2007 г. Поредицата има общо 20 сезона, в които проследява ежедневието на известното семейство Кардашиян-Дженър, като фокусът пада върху Ким, Клои и Кортни. Идеята е на Раян Сикрест, който е и изпълнителен продуцент.
Освен трите сестри Кардашиян, в предаването често участват и майка им – Крис Дженър, брат им – Роб Кардашиян, полусестрите им – Кендал и Кайли, вторият им баща – Кейтлин Дженър, бившият приятел на Кортни – Скот Дисик и бившият съпруг на Клои – Ламар Одом.
Поредицата често е критикувана заради изтъкването на концепцията „известен с това, че е известен“ и, според мнозина, нагласените си ситуации и диалози. Въпреки това всеки епизод е гледан от между 1 и 2 милиона зрители по цял свят. Този успех предизвиква създаването на подобни сериали: „Кортни и Ким превземат Маями“, „Кортни и Ким превземат Ню Йорк“, „Клои и Ламар“, „Кортни и Клои превземат Хемптънс“ и „Куклите на Даш“.

## Общи данни
| Сезон | Епизоди | Първо излъчване     | Първо излъчване     |
| Сезон | Епизоди | Премиера            | Финал               |
| ----- | ------- | ------------------- | ------------------- |
| 1     | 8       | 14 октомври 2007 г. | 2 декември 2007 г.  |
| 2     | 11      | 9 март 2008 г.      | 26 май 2008 г.      |
| 3     | 12      | 8 март 2009 г.      | 25 май 2009 г.      |
| 4     | 11      | 8 ноември 2009 г.   | 21 февруари 2010 г. |
| 5     | 12      | 22 август 2010 г.   | 20 декември 2010 г. |
| 6     | 18      | 12 юни 2011 г.      | 19 декември 2011 г. |
| 7     | 19      | 20 май 2012 г.      | 28 октомври 2012 г. |
| 8     | 21      | 2 юни 2013 г.       | 1 декември 2013 г.  |
| 9     | 20      | 19 януари 2014 г.   | 1 септември 2014 г. |
| 10    | 17      | 15 март 2015 г.     | 11 октомври 2015 г. |
| 11    | 13      | 15 ноември 2015 г.  | 21 февруари 2016 г. |
| 12    | 1       | 1 май 2016 г.       | 2016 г.             |

## Епизоди

### Сезон 1 (2007)
| № на епизод | № в сезона | Заглавие                                         | Първо излъчване     |
| --- | ---------- | ------------------------------------------------ | ------------------- |
| 1 | 1          | „Наблюдавам те“ („I'm Watching You“)             | 14 октомври 2007 г. |
| Брус и Крис празнуват своята годишнина. Ким им купува пилон като подарък и малката Кайли си играе с него. Ким е поканена в шоуто на Тайра Банкс. Кортни има проблеми във връзката си. |            |                                                  |                     |
| 2 | 2          | „Майка-мениджър“ („Managing Mom“)                | 21 октомври 2007 г. |
| Ким и Крис, нейна майка и мениджър, имат спорове относно ангажиментите на Ким и програмата ѝ. Междувременно, Крис наема бавачка, която не е толкова подходяща и опитна, колкото се е надявала. |            |                                                  |                     |
| 3 | 3          | „Броуди в къщата“ („Brody in the House“)         | 28 октомври 2007 г. |
| Ким, Клои и Кортни заминават за Мексико за фотосесия за „Girls Gone Wild“ без да казват на Брус, защото смятат, че не би им позволил. Когато той разбира, оставя сина си, Броуди, да се грижи за Кендал и Кайли и отива в Мексико, за да ги спре. Оставянето на Броуди вкъщи създава още повече хаос. |            |                                                  |                     |
| 4 | 4          | „Облекло за рожден ден“ („Birthday Suit“)        | 4 ноември 2007 г.   |
| От редакцията на Плейбой се обаждат на Крис, защото искат Ким да е на корицата на декемврийското им издание. В началото, Ким е колеблива, но Крис я окуражава. Ким решава да размени позициите си с Крис, за да ѝ покаже колко трудно решение трябва да вземе. Тя се преструва на неин мениджър и я насърчава да заснеме полугола фотосесия. Ким намира най-оскъдното облекло и урежда фотосесията. На най-добрата снимка Крис е без горнище, увита в кърпа с американското знаме. За изненада на Ким, Крис е доволна от снимките. |            |                                                  |                     |
| 5 | 5          | „В памет на татко“ („Remembering Dad“)           | 11 ноември 2007 г.  |
| Семейството си спомня за Робърт Кардашиян в годишнината от неговата кончина. Клои не може да се справи с тъжния помен и се напива, което води до ареста ѝ за шофиране в нетрезво състояние. |            |                                                  |                     |
| 6 | 6          | „Бременен си, пич!“ („You Are So Pregnant Dude“) | 18 ноември 2007 г.  |
| Ким, Клои и Кортни са напът да тръгнат към Лас Вегас, когато Кортни започва да се притеснява, че е бременна. Кендал и Кайли искат куче, което причинява спорове между родителите им. |            |                                                  |                     |
| 7 | 7          | „Малко помощ“ („Helping Hand“)                   | 25 ноември 2007 г.  |
| Роб си урежда среща, но хваща сестрите си да го шпионират. Клои и Кортни разбират, че бездомен мъж, Шорти, живее зад бутика им, „Даш“ и променят външния му вид. |            |                                                  |                     |
| 8 | 8          | „Цената на славата“ („The Price of Fame“)        | 2 декември 2007 г.  |
| Скандални снимки на Кортни се появяват в интернет и карат Ким да се притеснява още повече за секс записа си. |            |                                                  |                     |

### Сезон 2 (2008)
| № на епизод | № в сезона | Заглавие                                                           | Първо излъчване  |
| --- | ---------- | ------------------------------------------------------------------ | ---------------- |
| 9 | 1          | „Ким се превръща в дива“ („Kim Becomes a Diva“)                    | 9 март 2008 г.   |
| Семейството смята, че Ким започва да се превръща в дива. Кортни намира шокиращи съобщения в телефона на Скот. |            |                                                                    |                  |
| 10 | 2          | „Клои иска да бъде актриса“ („Khloé Wants to Act“)                 | 16 март 2008 г.  |
| Въпреки несъгласието на Ким, Клои решава да започне кариера на актриса. Брус получава модно преобразяване. |            |                                                                    |                  |
| 11 | 3          | „Новото гадже на Роб“ („Rob's New Girlfriend“)                     | 23 март 2008 г.  |
| Роб се влюбва в поп звездата Адриен Байлон и е отчаян, когато тя заминава за Индия за три месеца, за да снима филм. След като посещава диетолог, Крис решава да направи кокошкарник, за да може семейството да консумира пресни яйца от кокошки, за които самите те се грижат.                                       |            |                                                                    |                  |
| 12 | 4          | „Мажоретката Крис“ („Kris the Cheerleader“)                        | 30 март 2008 г.  |
| Членове на „Old School Crew“ се свързват с Крис, защото искат тя да стане мажоретка. Крис се притеснява за прослушването, особено след като претърпява травма на коляното. Клои говори с Кендал за женските проблеми, с помощта на Кортни, Ким и Кайли.                                                              |            |                                                                    |                  |
| 13 | 5          | „Срещи на сляпо с Клои“ („Khloé's Blind Dates“)                    | 6 април 2008 г.  |
| Ким и Кортни се притесняват, че Клои е необвързана и ѝ създават профил в сайт за запознанства. Клои се ядосва, но решава да пробва. Междувременно, Брус учи Кендал да изпълнява задълженията си и сама да изкарва парите си, но тя наема помощник и получава парите и поздравленията за неговата работа.             |            |                                                                    |                  |
| 14 | 6          | „Уроци по самозащита“ („Learning Self-Defense“)                    | 13 април 2008 г. |
| След като „Даш“ става цел на вандализъм, Клои, Ким и Кортни се записват на уроци по самозащита. Роб обмисля дали да прекрати образованието си, за да започне кариера на професионален модел. |            |                                                                    |                  |
| 15 | 7          | „Гражданска война между Кардашиян“ („Kardashian Civil War“)        | 27 април 2008 г. |
| Ким е в пререкания с Кортни и Клои, след като си купува Бентли. Крис се напива с приятели и си прави татуировка. Брус изпитва криза на средната възраст. |            |                                                                    |                  |
| 16 | 8          | „Семейната почивка на Кардашиян“ („Kardashian Family Vacation“)    | 4 май 2008 г.    |
| Брус решава, че семейна ски ваканция в Колорадо ще разсее хаоса в семейството, но засилва кризата си като излиза с младежи на възрастта на Роб. Семейството се сърди на Ким, че не прекарва време с тях. Ким е наранена и напуска Колорадо, но извинението на Клои я кара да се върне.                               |            |                                                                    |                  |
| 17 | 9          | „Календарът на Ким за Реджи“ („Kim's Calendar for Reggie“)         | 11 май 2008 г.   |
| Ким се снима в секси фотосесия за календар на Реджи, но Крис решава да я пусне в обществена продажба. Ким ѝ отмъщава като продава голата ѝ фотосесия от първия сезон на шоуто. Брус се надява да вдъхнови Клои и Кортни, както и да спечели уважението им, като ги води на събитие, където представя мотивираща реч. |            |                                                                    |                  |
| 18 | 10         | „Нова перспектива в Ню Орлиънс“ („New Perspective in New Orleans“) | 19 май 2008 г.   |
| Когато момичетата посещават Ню Орлиънс за благотворително събитие, организирано от Реджи, те се срещат със семейство, станало жертва на урагана Катрина. Братовчедката на Крис, Сиси, съсипва плановете на Брус за романтичен уикенд.                                                                                |            |                                                                    |                  |
| 19 | 11         | „Отпадъци в багажника“ („Junk in the Trunk“)                       | 26 май 2008 г.   |
| Кортни, Ким, Клои и Роб споделят любимите си моменти от шоуто. |            |                                                                    |                  |

### Сезон 3 (2009)
| № на епизод | № в сезона | Заглавие                                                                        | Първо излъчване  |
| --- | ---------- | ------------------------------------------------------------------------------- | ---------------- |
| 20 | 1          | „Освободете Клои“ („Free Khloé“)                                                | 8 март 2009 г.   |
| Крис е бясна на Клои, която отива в затвора за нарушаване на изпитателния си срок. Тя мисли, че кризата ѝ може да е свързана с предстоящата годишнина от смъртта на Робърт Кардашиян. Крис отива при майка си, за да сподели чувствата си и посещава гроба на починалия си бивш сърпуг.                                                         |            |                                                                                 |                  |
| 21 | 2          | „Първата корица на Корт“ („Kourt's First Cover“)                                | 15 март 2009 г.  |
| Кортни наема Крис за свой мениджър, след като списание „944“ я избира за своя корица. Крис обаче не може да смогне да е мениджър и на Кортни, и на Ким, която трябва да посети Comic-Con, за да рекламира новия си филм, „Бедствия и други катастрофи“. Роб и Адриен имат проблеми, след като решават да заживеят заедно.                       |            |                                                                                 |                  |
| 22 | 3          | „По-скоро бих излязла гола… или на шопинг“ („I'd Rather Go Naked… Or Shopping“) | 22 март 2009 г.  |
| Клои е притеснена за теглото си, когато решава да участва в кампания на ПЕТА. Крис и Кортни се карат с Ким, заради пристрастеността ѝ към пазаруването. |            |                                                                                 |                  |
| 23 | 4          | „Зрение на коте“ („Pussycat Vision“)                                            | 29 март 2009 г.  |
| Ким се подлага на лазерна корекция на зрението, след като осъзнава, че не вижда ясно образа си в огледалото, по време на репетиция с Робин Антин, създател на групата Pussycat Dolls. Брус се притеснява да говори с Кендал и Кайли за своята колоноскопия. Ким е специален гост на концерта на Pussycat Dolls на главния булевард в Лас Вегас. |            |                                                                                 |                  |
| 24 | 5          | „Всички за един и един за Ким“ („All for One and One for Kim“)                  | 5 април 2009 г.  |
| Издаването на парфюма на Ким предизвиква проблеми с Крис, Клои и Кортни. Крис, която се чувства отдалечена от Брус, търси общи интереси между тях. |            |                                                                                 |                  |
| 25 | 6          | „История за Пепеляшка“ („Cinderella Story“)                                     | 19 април 2009 г. |
| Клои си прави ДНК тест, за да се увери, че Крис е истинската ѝ майка, което разстройва Крис. Роб взима назаем колата на Ким и си прави татуировка, а необичайното му поведение притеснява семейството. |            |                                                                                 |                  |
| 26 | 7          | „Двугодишен сърбеж“ („The Two Year Itch“)                                       | 26 април 2009 г. |
| Кортни и Скот отново имат кавга, след като Кортни го обвинява в нова изневяра. Междувременно Клои тайно се подлага на биопсия за рак на кожата. След като разбира, Крис започва да се притеснява. |            |                                                                                 |                  |
| 27 | 8          | „Разстоянието прави сърцето по-нежно“ („Distance Makes the Heart Grow Fonder“)  | 3 май 2009 г.    |
| Клои заминава за Ню Йорк, за да бъде водеща на модно ревю и обмисля да се премести там, за да отвори нов бутик „Даш“. Ким се фокусира върху кариерата си, което я кара да избира между нея и Реджи. |            |                                                                                 |                  |
| 28 | 9          | „Напускането на гнездото“ („Leaving the Nest“)                                  | 10 май 2009 г.   |
| Клои разглежда апартаменти в Ню Йорк, което разстройва Крис, която не иска тя да се мести от Лос Анджелис. Кортни и Ким купуват шимпанзе на Крис, която иска да има ново бебе. |            |                                                                                 |                  |
| 29 | 10         | „Запознайте се със семейство Кардашиян“ („Meet the Kardashians“)                | 17 май 2009 г.   |
| Семейството заминава на къмпинг, за да се запознае с родителите на Адриен. Брус се подлага на пластична операция, за да поправи грешки от миналото, случили се, в опити да се замаскират травми от годините му на спортист. |            |                                                                                 |                  |
| 30 | 11         | „Твоето е и мое“ („What's Yours is Mine“)                                       | 25 май 2009 г.   |
| Кортни взима назаем вещи на Ким без нейното разрешение. Брус не може да се справи с Кайли, която носи дрехи за по-големи и твърде много грим. Роб слага край на връзката си с Адриен и се мести при Ким. |            |                                                                                 |                  |
| 31 | 12         | „Двоен проблем“ („Double Trouble“)                                              | 25 май 2009 г.   |
| Новото гадже на Клои, Рашад МакКентс, ѝ изневерява. Кортни хваща Скот с друго момиче и започва да се убеждава, че той може да не е най-добрият избор. |            |                                                                                 |                  |

### Сезон 4 (2009-2010)
| № на епизод | № в сезона | Заглавие                                          | Първо излъчване     |
| --- | ---------- | ------------------------------------------------- | ------------------- |
| 32 | 1          | „Сватбата“ („The Wedding“)                        | 8 ноември 2009 г.   |
| Клои и Ламар сключват брак. Роб се опитва да възобнови връзката си с Адриен. Ким осъзнава, че гаджето ѝ, Реджи, ѝ липсва и Кортни и Скот се опитват да подобрят взаимоотношенията им. |            |                                                   |                     |
| 33 | 2          | „Проблеми със Скот“ („Scott on the Rocks“)        | 13 декември 2009 г. |
| Кортни и Скот се намират изправени срещу семейството ѝ, особено срещу Клои, защото те не го одобряват. |            |                                                   |                     |
| 34 | 3          | „Гореща чаша любов“ („Hot Cup of Love“)           | 20 декември 2009 г. |
| Клои удря шамар на Скот и Кортни отказва да говори с нея, докато не се съгласи да посещава занятия по контрол над гнева. Приятел на Крис ѝ дава таблетки за подобряване на ерекцията и тя решава да ги опита на Брус като ги изсипва в кафето му, но Роб изпива чашата по погрешка и едва не се озовава в болница от последиците. |            |                                                   |                     |
| 35 | 4          | „Следродилна депресия“ („Baby Blues“)             | 27 декември 2009 г. |
| Клои е развълнувана, когато започва да се съмнява, че е бременна, но се оказва, че не е. Ким лъже всички, за да се измъкне от задълженията си и Крис и Брус са разстроени, но тя ще си научи урока, след като лъже и Кендал и Кайли. |            |                                                   |                     |
| 36 | 5          | „Тренирай или изчезвай“ („Shape Up or Ship Out“)  | 3 януари 2010 г.    |
| Скот не може да приеме сериозно бременността на Кортни и тя го заплашва, че ще прекрати връзката им. Крис натъжава Брус като не му позволява да си купи играчка хеликоптер или да взема каквито и да е финансови решения. Клои плаща на Брус да върши задълженията ѝ. Крис си купува рокля за $4000 за събитие и Ким, Клои и Брус играят на „Намери съкровището“ като скриват роклята, докато Крис не се съгласява да даде кредитната си карта на Брус. Роб отново се опитва да възобнови връзката си с Адриен, след като я вижда на сватбата на Клои. Когато решава да я посети в Ню Йорк, той получава имейл от новото ѝ гадже, в който му казва, че всичко между тях е свършило. Сърцето му е разбито, но решава да продължи напред. |            |                                                   |                     |
| 37 | 6          | „Обичай кучетата“ („Must Love Dogs“)              | 10 януари 2010 г.   |
| Ким, която не обича кучета, прибира и обиква улично чихуахуа, което кръщава Принцеса, докато не се налага да го пусне, поради медицински причини. Брус кара Роб да се изнесе от къщата и той си намира работа като създава линия козметични продукти, с помощта на Кортни. |            |                                                   |                     |
| 38 | 7          | „Болезнени удари“ („Body Blows“)                  | 24 януари 2010 г.   |
| Брус посещава благотворително събитие. Кортни, Ким и Кли също трябва да присъстват, но Брус не се съгласява и те не отиват. Той решава да организира благотворителна игра на бокс, но хората, с които се бие, му нанасят болезнени удари. Кортни гледа детето на приятел и осъзнава, че не е готова да бъде майка. |            |                                                   |                     |
| 39 | 8          | „Адски уикенд“ („Weekend from Hell“)              | 31 януари 2010 г.   |
| Кортни, Ким и Клои заминават за Санта Барбара за уикенда като за последно преди да се роди бебето. Ким и Клои изоставят Кортни и се напиват, а тя е разочарована, тъй като не бива да употребява алкохол. Кендал подписва договор за модел и Кайли ревнува. |            |                                                   |                     |
| 40 | 9          | „Искам секс с теб“ („I Want Your Sex“)            | 14 февруари 2010 г. |
| Клои се снима гола за съпруга си, Ламар, който пътува. Видеото обаче се оказва непривлекателно. Скот и Роб го гледат с Ламар, който мисли, че е някаква шега. Кортни има носталгия по интимните си моменти със Скот, но се страхува да прави секс, за да не нарани бебето. Двамата решават да се запишат на курс „Секс, по време на бременността“ и отново могат да се наслаждават на секса. |            |                                                   |                     |
| 41 | 10         | „Алкохолът е виновен“ („Blame It on The Alcohol') | 15 февруари 2010 г. |
| Семейството пътува към Лас Вегас, за да отпразнува рождения ден на Ким и да посети важна бизнес среща. Ким обвинява майка си, че не се интересува от рождения ѝ ден. Скот се напива и се сбива с Роб, който също е под влиянието на алкохол. Буйното им поведение създава лошо настроение за остатъка от вечерта. Крис успява да прекрати боя и оставят Скот в хотелската му стая, за да изтрезнее. За изненада на всички, Скот се появява на срещата, на която присъства и шефът му. Той използва цинизми, става за смях и кара всички присъстващи да се чувстват неудобно, а след това дори влиза в пререкания със сервитьор и набутва 100 долара в устата му. Драмата продължава, когато Кортни решава да скъса със Скот, заради непростимите му действия. |            |                                                   |                     |
| 42 | 11         | “Раждането на Мейсън" („Delivering Baby Mason“)   | 21 февруари 2010 г. |
| Скот се връща в къщата, за да се извини на Крис, но тя отказва да му прости. Притеснен, че няма да види Кортни отново, както и детето си, той изпраща съобщения и гласови пощи на Кортни, докато тя не се съгласява да се видят лично. Те се сдобряват и семейството се събира за парти преди да роди. Ким припада от изтощение и си взима две седмици почивка, като решава, когато се върне на работа да не се заема с толкова отговорности. След като Кортни ражда сина си, Мейсън Даш Дисик, тя обявява, че планира да замине за Маями, за да наеме нови служители в бутика, където работят само две момичета. Клои се съгласява да иде с нея, въпреки че предпочита да остане в Лос Анджелис с Ламар. Скот също заминава с тях, за да се срещне с приятели и да отвори нощен клуб. Крис е тъжна, че Кортни взима Мейсън, а Брус казва на Клои, че бракът ѝ е по-важен от Маями. |            |                                                   |                     |

### Сезон 5 (2010)
| № на епизод | № в сезона | Заглавие                                                            | Първо излъчване      |
| --- | ---------- | ------------------------------------------------------------------- | -------------------- |
| 43 | 1          | „Домашното парти на Ким“ („Kim's House Party“)                      | 22 август 2010 г.    |
| Ким си купува нова къща след раздялата с Реджи. Крис смята, че тя се грижи твърде много за новия си дом и решава да организира парти. Междувременно Клои и Кортни спорят дали Скот е добре дошъл в дома на Клои и Ламар след „изпълненията“ му от предишния сезон. |            |                                                                     |                      |
| 44 | 2          | „Среща на сляпо“ („Blind Date“)                                     | 29 август 2010 г.    |
| Крис урежда Ким със среща на сляпо с професионален атлет от Армения. Семейството досажда на Клои за билети за баскетболен мач, което я дразни. Когато не получават билетите, решават да гледат мача в дома на Клои. |            |                                                                     |                      |
| 45 | 3          | „Изчезналият пръстен“ („The Missing Ring“)                          | 5 септември 2010 г.  |
| Клои губи 7-каратовия си годежен пръстен и се притеснява, че Ламар ще се ядоса, но Роб го намира. Брус и Крис се карат за новия гараж, защото Брус смята, че Крис превзема личното му пространство, а тя мисли, че той не оценява грижите, които полага за къщата. Кавгата тревожи Кендал и Кайли, които се притесняват, че родителите им ще се разведат, но те се сдобряват и преспиват заедно в гаража. |            |                                                                     |                      |
| 46 | 4          | „Моят бодигард“ („My Bodyguard“)                                    | 6 септември 2010 г.  |
| Ким се влюбва в новия си бодигард. Въпреки че и двамата искат да запазят отношенията си строго професионални, тя се напива и го целува за лека нощ. Когато осъзнава постъпката си, се опитва да оправи нещата. Клои учи Ламар как да плува. |            |                                                                     |                      |
| 47 | 5          | „Ботокс и цигари“ („Botox and Cigarettes“)                          | 12 септември 2010 г. |
| Ким се подлага на процедура с ботокс, след като Крис ѝ казва, че вижда бръчки около очите ѝ. Клои отива с нея за морална подкрепа. Ким започва да изпитва странични ефекти – кожата около очите ѝ става лилава – и тя се зарича никога повече да не си причинява такова нещо. Семейството разбира, че Крис пуши и Кортни, Кендал и Кайли се опитват да я накарат да спре. Кортни решава да покаже на Крис, че Кендал пуши, взимайки пример от майка си. Тя купува цигари с маршмелоу и мед и Крис решава да спре. |            |                                                                     |                      |
| 48 | 6          | „Кортни изчезва без разрешение“ („Kourtney Goes A.W.O.L.“)          | 19 септември 2010 г. |
| Когато никой от семейството не присъства на рождения ден на Скот в Лас Вегас, Кортни започва да разглежда къщи в Ню Йорк. Скоро те разбират и Крис организира закъсняло парти за рождения ден на Скот. Брус е затруднен с кастрирането на кучето на Ким, Роки. |            |                                                                     |                      |
| 49 | 7          | „Адска връзка“ („Match Made in Hell“)                               | 26 септември 2010 г. |
| Клои се шегува, че Роб и най-добрата ѝ приятелка, Малика, са гаджета и те решават да се преструват, че наистина са. Крис обмисля дали да стане мениджър на изгряваща поп група и след като се съгласява, започва да се опасява, че е взела грешно решение. |            |                                                                     |                      |
| 50 | 8          | „Без момчета“ („No Boys Allowed“)                                   | 3 октомври 2010 г.   |
| Когато Мейсън навършва шест месеца, Кортни решава, че иска второ дете, за да може децата ѝ да са с малка разлика като нея и Ким. Когато обаче става вманиачена, искайки да забременее, Скот мисли, че тя пропуска забавната част на опитването. Междувременно, Брус не може да свикне с факта, че 12-годишната Кайли има приятели-момчета и се ядосва, когато разбира, че е поканила момче в стаята си. |            |                                                                     |                      |
| 51 | 9          | „Крис 'Пумата' Дженър“ („Kris 'The Cougar' Jenner“)                 | 10 октомври 2010 г.  |
| Тъжна, че остарява, Крис наема личен треньор, Сторм, който да ѝ помогне да се върне във форма. Брус става загрижен, когато Сторм пристига в дома им и сваля Крис, въпреки че тя не отвръща на закачките му. Състезателният дух на Ким я вкарва в проблеми, след като тя губи на покер и е принудена да слугува на Кортни. |            |                                                                     |                      |
| 52 | 10         | „Няма вече Даш“ („Dash No More“)                                    | 17 октомври 2010 г.  |
| Ким се запознава с футболната звезда Майлс Остин. Кортни обмисля да разшири Даш, местейки се в Ню Йорк, но останалите не са съгласни. Брус и Скот се сближават, но Брус продължава да се държи лошо със Скот, въпреки че той се опитва да промени лошите си навици. |            |                                                                     |                      |
| 53 | 11         | „Семейство Кардашиян превзема Ню Йорк“ („The Kardashians Take NYC“) | 24 октомври 2010 г.  |
| Клои празнува рождения си ден в Ню Йорк със семейство и приятели, докато Кортни продължава да мисли за предимствата и недостатъците на откриване на магазин в града. На Крис ѝ писва от домошарското поведение на Брус и го оставя в Лос Анджелис, но Роб го води в нощен клуб с приятели и бандата, на която Крис е мениджър. След това той се подстригва и си слага обици. Ким купонясва с Майлс (и папараци наоколо) и бившият ѝ, Реджи, ревнува, че бързо го е забравила. Скоро, Майлс къса с Ким.            |            |                                                                     |                      |
| 54 | 12         | „Отпадъци в багажника 2“ („Junk in the Trunk 2“)                    | 20 декември 2010 г.  |
| Семейство Кардашиян показват любимите си моменти от шоуто и гледат неизлъчван дотогава материал. |            |                                                                     |                      |

### Сезон 6 (2011)
| № на епизод | № в сезона | Заглавие | Първо излъчване     |
| --- | ---------- | --- | ------------------- |
| 55 | 1          | „Семейството или парите“ („Family VS Money“)                                                                         | 12 юни 2011 г.      |
| Клои не харесва новото гадже на Ким, Крис Хъмфрис. Кортни прави семейно събиране, но нещата не се случват, както тя е очаквала. Крис организира вечеря за цялото семейство. |            | |                     |
| 56 | 2          | „Ким става майка наужким“ („Kim Becomes A Stage Mom“)                                                                | 19 юни 2011 г.      |
| Ким се опитва да помогне на Кендал с кариерата ѝ на модел, но приема нещата твърде насериозно. Крис, Кортни и Скот се карат за ключа на къщата. |            | |                     |
| 57 | 3          | „Бившата госпожа Дженър“ („The Former Mrs. Jenner“)                                                                  | 26 юни 2011 г.      |
| Крис решава да върне предишното си фамилно име Кардашиян, което тревожи Брус. Ким решава да докаже, че дупето ѝ е истинско. |            | |                     |
| 58 | 4          | „Извън брака“ („Out of Wedlock“)                                                                                     | 10 юли 2011 г.      |
| Кортни обмисля дали да роди още едно дете, без да е сключила брак със Скот. Крис е свещеник на сватбата на своя свещеник. |            | |                     |
| 59 | 5          | „По-плътно от водата“ („Thicker Than Water“)                                                                         | 17 юли 2011 г.      |
| Крис мисли, че Брус губи слуха си. Роб признава, че не излиза толкова често с Кортни, заради Скот. |            | |                     |
| 60 | 6          | „Кендал пие противозачатъчни“ („Kendall Goes оn Birth Control“)                                                      | 24 юли 2011 г.      |
| Брус се тревожи, когато разбира, че Кендал пие противозачатъчни. Ким получава обрив и научава, че е наследила псориазис от майка си. |            | |                     |
| 61 | 7          | „Имам, нямам“ („The Have and Have Nots“)                                                                             | 31 юли 2011 г.      |
| Брус решава да докаже на дъщерите си какъв късмет имат. Диарията на Крис влияе на семейството, главно на Кортни. |            | |                     |
| 62 | 8          | „Каквото се случи във Вегас, си остава във Вегас“ („What Happens in Vegas, Stays in Vegas“)                          | 7 август 2011 г.    |
| Скот заминава за Вегас и Кортни се притеснява, че той ще се върне към стария си начин на живот. Кайли и Кендал смятат, че майка им се меси твърде много в живота им. |            | |                     |
| 63 | 9          | „Свържи се с агента ми“ („Talk to My Agent“)                                                                         | 14 август 2011 г.   |
| Крис е бясна на Скот, след като той се опитва да стане мениджър на Кайли и Кендал. Ким не може да танцува и става за смях. |            | |                     |
| 64 | 10         | „Семейната почивка“ („The Family Vacation“)                                                                          | 21 август 2011 г.   |
| Крис и Брус водят семейството на Бора Бора, където подновяват брачните си клетви. |            | |                     |
| 65 | 11         | „Опознаване“ („Getting to Know You“)                                                                                 | 28 август 2011 г.   |
| Крис има проблеми със самочувствието си, които застрашават почивката на семейството. Кортни опитва да сдобри Роб и Скот и научава причината за проблемите му с алкохола. |            | |                     |
| 66 | 12         | „Проблеми в рая“ („Trouble in Paradise“)                                                                             | 4 септември 2011 г. |
| Роб се чувства неуверен поради липсата му на кариера и избухва пред Ким, по време на семейната почивка в Бора Бора. Кортни поставя ултиматум на Скот. Крис моли Ким за брачни съвети. |            | |                     |
| 67 | 13         | „Предложението“ („The Proposal“)                                                                                     | 5 септември 2011 г. |
| Крис планира да предложи брак на Ким, но спор между двамата го кара да се замисли дали не избързва. |            | |                     |
| 68 | 14         | „Приказната сватба на Ким: Събитието на Кардашиян – Част 1“ („Kim's Fairytale Wedding: A Kardashian Event – Part 1“) | 9 октомври 2011 г.  |
| Моменти от подготовката на сватбата на Ким и Крис, сервирани с голяма доза драма. |            | |                     |
| 69 | 15         | „Приказната сватба на Ким: Събитието на Кардашиян – Част 2“ („Kim's Fairytale Wedding: A Kardashian Event – Part 2“) | 10 октомври 2011 г. |
| Клои и Ким се карат и Ким отнема поканата на Клои за сватбата ѝ с Крис. Ким смята, че Клои се е вкарала във филм и тогава получава изненадата от нея в Лас Вегас. Показана е сватбата на Ким и Крис. Сред гостите са Сиара, Деми Ловато, Линдзи Лоън, играчи от НБА, Ева Лонгория, Аврил Лавин, Марио Лопес и други. |            | |                     |
| 70 | 16         | „16-ият рожден ден на Кендал“ („Kendall's Sweet 16“)                                                                 | 19 декември 2011 г. |
| Семейството празнува шестнадесетия рожден ден на Кендал, която получава шофьорската си книжка. |            | |                     |

### Сезон 7 (2012)
| № на епизод | № в сезона | Заглавие                                                                         | Първо излъчване      |
| --- | ---------- | -------------------------------------------------------------------------------- | -------------------- |
| 71 | 1          | „Кой е баща ти?“ („Who's Your Daddy?“)                                           | 20 май 2012 г.       |
| Крис прави ДНК тест, с който доказва кой е бащата на Клои. Кортни е бясна на Ким, след като решава да премести „Даш“, а Брус опитва всичко, за да привлече вниманието на семейството. |            |                                                                                  |                      |
| 72 | 2          | „Скъпа мамо-мениджър“ („Momager Dearest“)                                        | 27 май 2012 г.       |
| Кавгата между Кортни и Крис се разраства. Ким търси отмъщение, след като Брус я подтиква да превъзмогне страха си от паяци. Кендал и Кайли започват да работят за списание „Seventeen“. |            |                                                                                  |                      |
| 73 | 3          | „Перуки за всички“ („Everybody's Wigging Out“)                                   | 28 май 2012 г.       |
| Ким започва да носи перуки. Роб обижда Брус, признавайки, че не е имал мъжки модел за пример през детството си. Крис се предава на затруднената пътна обстановка. |            |                                                                                  |                      |
| 74 | 4          | „Семейството, което играе заедно“ („The Family That Plays Together“)             | 10 юни 2012 г.       |
| Брус опитва да уреди музикален договор на сина си, Брендън, с музикалната компания на Крис. Кортни отхвърля романтичните жестове на Скот. Крис иска да събере цялото семейство за игра на тенис. |            |                                                                                  |                      |
| 75 | 5          | „Мъжът от мемоара“ („The Man In The Memoir“)                                     | 17 юни 2012 г.       |
| Крис се сблъсква с мъж, с когото е имала афера преди 20 години и обмисля среща с него. Ким и Скот започват да излизат заедно, което тревожи Кортни. Кендал и Кайли съсипват килима на майка си. |            |                                                                                  |                      |
| 76 | 6          | „Доминиканска република – Част I“ („The Dominican Republic – Part 1“)            | 24 юни 2012 г.       |
| Семейната ваканция в Доминикана започва с изпитания, когато Кортни, Скот и Ким изпускат полета си, по вина на Кортни. Брус все още е сърдит на Скот, който го изоставя на състезателната писта. |            |                                                                                  |                      |
| 77 | 7          | „Доминиканска република – Част II“ („The Dominican Republic – Part 2“)           | 1 юли 2012 г.        |
| Крис се събужда с особено медицинско състояние, докато Скот започва да се чувства като отхвърлен. Кендал и Кайли записват семейно музикално видео. |            |                                                                                  |                      |
| 78 | 8          | „Понякога трябва да свикнеш – Част I“ („Sometimes You Need to Adjust – Part 1“)  | 8 юли 2012 г.        |
| Клои се завръща в Лос Анджелис, след като семейството ѝ настоява за повече време с нея. Скот опитва да се държи прилично по време на парти по случай 16-и рожден ден в Ню Йорк. Брус възнамерява да се сближи с Кендал и Кайли. |            |                                                                                  |                      |
| 79 | 9          | „Понякога трябва да свикнеш – Част II“ („Sometimes You Need to Adjust – Part 2“) | 9 юли 2012 г.        |
| Ким е скептично настроена към нуждата от разговор за връзката си с Кание. Клои продължава да бъде притискана от семейството си и се чуди дали да пътува до Ню Йорк за откриването на ресторанта на Скот. |            |                                                                                  |                      |
| 80 | 10         | „Кралско отношение“ („The Royal Treatment“)                                      | 15 юли 2012 г.       |
| Скот е решен да стане кралска особа, по време на екскурзия до Лондон и вярва, че е станал лорд, но не може да осъзнае, че, за да получава респект, трябва самият той да уважава останалите. Междувременно Ким запълва времето си в британската столица с появи на събития и пренебрегва най-добрия си приятел Джонатан, с който имат спор. Брус показва тъмната страна на личността си, когато Крис и Клои заминават за Бостън. |            |                                                                                  |                      |
| 81 | 11         | „Евърхартски афери“ („Affairs of the Everhart“)                                  | 22 юли 2012 г.       |
| Роб се връща при Клои и Ламар. Крис вярва, че Брус ѝ изневерява. Роб и Клои се карат, заради начина, по който той държи нещата си в дома ѝ. Крис си урежда среща с Тод Уатърман. |            |                                                                                  |                      |
| 82 | 12         | „Капан за родители“ („Parent Trapped“)                                           | 29 юли 2012 г.       |
| Крис не може да убеди Брус, че не е правила нищо нередно с Тод. Клои кара Ламар да отиде зъболекар, след като не е ходил години наред и той решава да ходи всеки ден. Роб мисли, че оплешивява и си купува лазер за ускорен растеж на косата. |            |                                                                                  |                      |
| 83 | 13         | „Майки и дъщери“ („Mothers And Daughters“)                                       | 5 август 2012 г.     |
| Момичетата настояват Крис да посети болната си майка в Сан Диего. Кортни разучава раждането във вода. Брус влиза в клиника за проблеми със съня. |            |                                                                                  |                      |
| 84 | 14         | „Истории от криптата на Кардашиян“ („Tales From the Kardashian Krypt“)           | 19 август 2012 г.    |
| Ким и Клои купуват риба на Мейсън. Крис съобщава на семейството, че иска да организира погребението си. Ким е тъжна, когато разбира, че Клои ще е настойник на Мейсън, ако нещо се случи с Кортни и Скот. |            |                                                                                  |                      |
| 85 | 15         | "Терапията „Кардашиян“ – Част I" („Kardashian Therapy – Part 1“)                 | 26 август 2012 г.    |
| Опра посещава дома на семейството за интервю. Ким има желание да опита самостоятелния живот, което притеснява сестрите. Роб не може да сдържи емоциите си по време на семейна терапия. |            |                                                                                  |                      |
| 86 | 16         | "Терапията „Кардашиян“ – Част II" („Kardashian Therapy – Part 2“)                | 2 септември 2012 г.  |
| Ким опитва да „изглади“ проблемите със сестрите си. Кендал и Кайли искат да бъдат частни ученички. Ким отива в Куинс с Клои и Ламар. |            |                                                                                  |                      |
| 87 | 17         | „Проблемът има две страни“ („Cuts Both Ways“)                                    | 9 септември 2012 г.  |
| Крис подменя гръдните си импланти. Скот обмисля вазектомия, след като научава, че Кортни иска още деца. Ким и Кло посещават клиника за проблеми с оплодителната способност. |            |                                                                                  |                      |
| 88 | 18         | „Бебе, бебе, бебе“ („Baby, Baby, Baby“)                                          | 16 септември 2012 г. |
| Семейството посреща новото бебе на Кортни. Клои търси причината, поради която не може да зачене. Ким замразява яйцеклетките си. |            |                                                                                  |                      |
| 89 | 19         | „Сервирай“ („Dishing It Out“)                                                    | 28 октомври 2012 г.  |
| Семейство Кардашиян показват невиждан материал и споделят любимите си моменти от шоуто. |            |                                                                                  |                      |

### Сезон 8 (2013)
| бр.като цяло | № в сезона | Заглавие                                    | Оригинална дата на излъчване | Зрители в САЩ (милиони) |
| --- | ---------- | ------------------------------------------- | ---------------------------- | ----------------------- |
| 88 | 1          | „Имаме бебе“                                | 2 юни 2013 г                 | 3,02                    |
| В премиерата на осми сезон Ким научава пола на бебето си. Съобщението за бременността на Ким е помрачено от стреса от продължаващия ѝ развод с Крис Хъмфрис. Междувременно тя и Кание са на лов за нов дом.                                                                                                 |            |                                             |                              |                         |
| 89 | 2          | „Достатъчно е достатъчно“                   | 9 юни 2013 г                 | 2,46                    |
| Слуховете че Крис е биела Ким, когато е била малка разстройват Крис, което кара Клои, Ким и Кортни да помогнат на майка си през всичко това. Роб е напълнял и Ким се намесва, за да му помогне да отслабне. Броуди започва да разказва за проблемите си с Брус.                                             |            |                                             |                              |                         |
| 90 | 3          | „Да се съгласим, че не сме съгласни“        | 16 юни 2013 г                | 2,13                    |
| Докато уточнява подробностите около развода си, Ким е откарана спешно в болница със здравословен проблем. Брус и Крис не са съгласни относно наличието на оръжия в дома. |            |                                             |                              |                         |
| 91 | 4          | „Татко, чуваш ли ме?“                       | 23 юни 2013 г                | 2,28                    |
| Брус се справя със загубата на слуха си. Скот научава за жена с рак, която иска да се срещне с него. Клои и Ламар носят кученце в семейството и Крис се притеснява, че тя може да има преследвач. |            |                                             |                              |                         |
| 92 | 5          | „Ще те оправя“                              | 30 юни 2013 г                | 2,34                    |
| Крис забелязва разликата в Роб и работи, за да поправи нещата. Клои действа като посредник, за да се опита да поправи връзката на Кайли и Кендъл. Скот се изправя пред страховете си, за да напредне в състезателната си кариера.                                                                           |            |                                             |                              |                         |
| 93 | 6          | „Някои майки просто искат да се забавляват“ | 7 юли 2013 г                 | 2,55                    |
| Ким и Кортни прекарват време в обсъждане на бебета, което кара Клои да се чувства пренебрегната. Лия среща някои проблеми, докато завършва най-новия сингъл на нея и Брандън. Крис се справя с повече проблеми по отношение на пикочния си мехур. Крис и Клои увиват тоалетна хартия из цялата къща на Ким. |            |                                             |                              |                         |
| 94 | 7          | „Домът е там, където е майка ти“            | 14 юли 2013 г                | 2,54                    |
| Ким научава, че ремонтът на новия ѝ дом няма да приключи до раждането на бебето ѝ. Брус и Брандън се състезават. Скот предлага да помогне на Ким да се подготви за бебето си, което притеснява Кортни. |            |                                             |                              |                         |
| 95 | 8          | „Гърция е думата“                           | 21 юли 2013 г                | 2,67                    |
| Броуди и Крис не са съгласни по някои неща, което заплашва да провали семейното пътуване до Гърция. Клои и Скот измислят изненада за Кортни. Ким получава още новини за развода си. |            |                                             |                              |                         |
| 96 | 9          | „Greece Him Up“                             | 28 юли 2013 г                | 2,82                    |
| Докато е в Гърция, Крис става твърде дружелюбна с Броуди, който най-накрая се изправя срещу нея заради недоизказани думи по между им. Междувременно Kлои и Кортни решават да се изправят пред страховете си и да направят ваканцията незабравима.                                                           |            |                                             |                              |                         |
| 97 | 10         | „Опа!“                                      | 4 август 2013 г              | 2,78                    |
| Скот пристига на ваканцията само с един оставащ ден. Кендъл се уморява да се чувства изоставена. Обратно в Калабасас, Брус има идея да инсталира пътинг грийн в къщата. |            |                                             |                              |                         |
| 98 | 11         | „Животът е плаж (къща)“                     | 11 август 2013 г             | 2,85                    |
| Броуди и Брандън започват да строят пътинг грийна в къщата. Kлои прави акробатична латексова фотосесия за съпруга си. Крис отхвърля идеята на Кендъл да наеме къща на плажа за лятото. |            |                                             |                              |                         |
| 99 | 12         | „Тъщата на Крис“                            | 18 август 2013 г             | 2,74                    |
| След като посещава майката на Брус, Крис започва да се тревожи. Ким помага на Кайли да започне своя моден блог. Семейството си сътрудничи за изненада за Крис. Ким чувства, че губи самочувствието си по време на бременността си, затова се опитва да се свърже с Кайли, за да си го върне.                |            |                                             |                              |                         |
| 100 | 13         | „Клането с моторна трион на Кардашиян“      | 25 август 2013 г             | 2,24                    |
| Ким планира да си отмъсти на осъдителното си семейство, като тайно се опитва да ги храни с плацента. Роб шокира всички, когато се занимава с изкуство с моторни триони в задния двор на Клои. Шегите на Джими Фалън влизат под кожата на Брус.                                                              |            |                                             |                              |                         |
| 101 | 14         | „Нарушител на задната врата“                | 1 септември 2013 г           | 2,31                    |
| Крис е объркана, когато Кендъл започва да прекарва повече време със семейството на Дженър. Децата се опитват да засрамят Брус, като пресъздадат изгубения секс запис на него и Крис. Клои се опитва да разбере проблемите си с паметта.                                                                     |            |                                             |                              |                         |
| 102 | 15         | „Baby Shower Blues“                         | 29 септември 2013 г          | 1,79                    |
| Kлои и Koртни са изненадани, когато Ким разкрива, че не иска да има бебешко парти. Кайли и Крис измислят план как да изнесат пистолета на Брус от къщата. Kлои се притеснява за тялото си. |            |                                             |                              |                         |
| 103 | 16         | „Още към историята“                         | 6 октомври 2013 г            | 2,26                    |
| След многобройните опити на Kлои да зачене, Ким обсъжда с нея възможността за осиновяване. Крис мисли, че Скот е продал скутер, който тя му е подарила. Брус обучава кучето на Клои без нейното знание. |            |                                             |                              |                         |
| 104 | 17         | „Папараци и татко“                          | 13 октомври 2013 г           | 2,18                    |
| Уморена от постоянното присъствие на папараците, Ким създава план да ги изхвърли от следите си, след като започне да ражда. Кортни и Клои се опитват да организират среща на сляпо за баба си. |            |                                             |                              |                         |
| 105 | 18         | „Всички знаци сочат на север“               | 27 октомври 2013 г           | 2,28                    |
| Ким научава, че ще ражда по-рано, отколкото е предполагала. Крис продължава да се подготвя за бебето. Брус получава няколко мъдри думи от Броуди и Клои се опитва да възстанови мира в семейството. |            |                                             |                              |                         |
| 106 | 19         | „Близки срещи от рода на Кардашиян“         | 3 ноември 2013 г             | 1,94                    |
| Брус води семейството на къмпинг, а Клои използва пътуването, за да търси извънземни. Крис се готви да стартира своето токшоу и моли за подкрепата на всички. |            |                                             |                              |                         |
| 107 | 20         | „Сладките 16 на Кайли“                      | 10 ноември 2013 г            | 2,33                    |
| Крис получава задачата да гледа прасе. След като Крис започва да контролира планирането на рождения ден на Кайли, това предизвиква драма между двете и Кайли планира рождения си ден сама. Роб и Клои говорят за настоящите си жизнени ситуации.                                                            |            |                                             |                              |                         |
| 108 | 21         | „Много весела Коледа“                       | 1 декември 2013 г            | 1,96                    |
| Семейството празнува Коледа, като се събира заедно за годишната празнична картичка със снимки и размяна на подаръци. |            |                                             |                              |                         |

### Сезон 9 (2014)
| бр.като цяло | № в сезона | Заглавие                      | Оригинална дата на излъчване | Зрители в САЩ (милиони) |
| --- | ---------- | ----------------------------- | ---------------------------- | ----------------------- |
| 109 | 1          | „Да обичаш и да си отидеш“    | 19 януари 2014 г             | 2,56                    |
| Брус и Крис обсъждат бъдещето си, докато отношенията между Клои и Ламар продължават да се влошават. Крис и Брус решават да се разделят, но не и да се разведат, а децата Дженър и Кардашиян признават ефекта, който раздялата ще има върху Кендъл и Кайли. |            |                               |                              |                         |
| 110 | 2          | „Как да се справя“            | 20 януари 2014 г             | 2,14                    |
| Скот започва да взема уроци по карате. Kлои е недоволна от интервю, което вади думите ѝ от контекста. Крис се опитва да откъсне Джонатан от Ким. |            |                               |                              |                         |
| 111 | 3          | „И всичко това джазззззз“     | 26 януари 2014 г             | 1,72                    |
| Роб казва на Клои, че тя има възможност да се премести при него. Крис мисли да се прослуша за Бродуей. Скот заминава за Лас Вегас за командировка, но когато Кортни вижда реклама, която казва, че е домакин на парти в клуб в Лас Вегас, тя го изненадва, като пътува до там и разбира, че той е лъгал за командировката. Скот научава, че докато тя не очаква много, Кортни очаква той да бъде честен.                                        |            |                               |                              |                         |
| 112 | 4          | „Изненадващ годеж – част 1“   | 9 февруари 2014 г            | 2,37                    |
| Асистентът на Кание казва на Крис, че Кание има изненада за рождения ден на Ким. Крис е уморена от това Ким да завзема къщата ѝ, а Кендъл и Кайли са уморени от Ким да прави промени в многото удобства в нея и те се изправят срещу Ким за това, когато разбират, че тя ще остане при тях още месеци, защото къщата и няма да бъде готова скоро. Кортни и Клои си отмъщават на Ким, когато тя продължава да ги критикува за това, което носят. |            |                               |                              |                         |
| 113 | 5          | „Изненадващ годеж – част 2“   | 16 февруари 2014 г           | 2,57                    |
| Семейството лети за Сан Франциско, където Кание е подготвил изненада за рождения ден на Ким на стадион AT&T Park. Всички са шокирани, след като Кание предлага брак на Ким. Скот се справя с влошеното здраве на майка си. |            |                               |                              |                         |
| 114 | 6          | „2 рождени дни и разпродажба“ | 23 февруари 2014 г           | 2,07                    |
| Кортни иска разпродажба на Кардашиян. Кендъл започва да планира празнуването на 18-ия си рожден ден и Крис и Брус се сблъскват, когато Кендъл изразява желанието си да се изнесе. Брус смята, че предстоящият му рожден ден няма нужда да се празнува. |            |                               |                              |                         |
| 115 | 7          | „Смелостта да промениш“       | 9 март 2014 г                | 2,32                    |
| Kлои решава, че трябва да избере накъде иска да отиде връзката ѝ с Ламар. След като трябва да се справи с новината за майка му, Кортни планира ваканция за нея и Скот, за да му помогне със смъртта на родителите му. Роб се прегледа от лекар, след като теглото му тревожи семейството. |            |                               |                              |                         |
| 116 | 8          | „Остави“                      | 8 юни 2014 г                 | 2,42                    |
| Семейството започва да се тревожи, тъй като Кортни показва липса на емоции. Къщата на Клои е продадена и е време тя да се изнесе. Крис се опитва да покаже на Ким, че все още притежава всичко необходимо, за да бъде добра майка и мениджър. |            |                               |                              |                         |
| 117 | 9          | „Оцвети ме самотен“           | 15 юни 2014 г                | 2,19                    |
| Сега, когато Крис и Брус не живеят под един покрив, Крис се обръща към него, защото чувства, че той става самотен. Кортни научава, че покойните родители на Скот са оставили картина, за която се смята, че е оригинална на Модилиани. |            |                               |                              |                         |
| 118 | 10         | „Doggy Blu's“                 | 22 юни 2014 г                | 2,19                    |
| Скот създава свой собствен мобилен офис. На Кендъл, която си проправя път в света на моделирането чрез пътувания, ѝ е трудно да се грижи за кучето си, което се оказва под грижите на Крис. Kлои забелязва нейното негативно влияние върху по-малките си сестри и майка ѝ се опитва да се промени. |            |                               |                              |                         |
| 119 | 11         | „Виенските инциденти“         | 29 юни 2014 г                | 2,06                    |
| Крис и Ким пристигат във Виена по работа. Кортни иска датата на преместване в новата им къща да бъде възможно най-бавна. |            |                               |                              |                         |
| 120 | 12         | „Играя мръсно“                | 6 юли 2014 г                 | 2,34                    |
| Kлои и Kим се състезават, като участват в бягане в кал. Скот се включва в своите планове за хеликоптер, които са да постави хеликоптерна площадка в задния двор на чисто новата си къща. |            |                               |                              |                         |
| 121 | 13         | „Премести го или го загуби“   | 13 юли 2014 г                | 2,30                    |
| Докато Kлои очаква хода си, тя осъзнава, че е била ограбена. Брус насърчава Броуди за голф турнир. Кортни, Ким и Клои се отправят към Голямата ябълка, за да направят изненадващо посещение в DASH. |            |                               |                              |                         |
| 122 | 14         | „Ваканция в Тайланд – част 1“ | 20 юли 2014 г                | 2,29                    |
| Кортни, Роб и Скот решават да пропуснат семейната ваканция. Броуди е поставен в неловка ситуация заради Ким. На Брус и Крис им е трудно да се сближат отново. |            |                               |                              |                         |
| 123 | 15         | „Ваканция в Тайланд – част 2“ | 27 юли 2014 г                | 2,50                    |
| Kлои започва да се дразни на семейството. Кендъл и Кайли се шегуват със семейството си, като са „изчезнали“. Броуди търси малко отмъщение, след като семейството непрекъснато го дразни. |            |                               |                              |                         |
| 124 | 16         | „Ваканция в Тайланд – част 3“ | 3 август 2014 г              | 2,36                    |
| Семейството пътува до местно сиропиталище, където Ким се сближава с младо момиче. Брандън и Броуди работят, за да подобрят настроението на Клои. |            |                               |                              |                         |
| 125 | 17         | „Дизайн за бедствие“          | 10 август 2014 г             | 2,20                    |
| Крис се надява да сложи край на тежките болки на майка си, като ѝ даде медицински канабис. Скот за пореден път се напива по време на пътуване до Маями. Kлои е готова да остави Кортни да бъде неин интериорен дизайнер, но променя решението си, след като разбира, че сестра ѝ проектира на висока цена. |            |                               |                              |                         |
| 126 | 18         | „Тайните на двойния живот“    | 17 август 2014 г             | 2,43                    |
| Когато Кортни и Ким откриват, че Клои е излизала с нова тълпа, те възнамеряват да се заровят по-дълбоко в живота ѝ. Споровете между Крис и Ким относно сватбата на Ким я карат да се изнесе и да живее с Кортни. |            |                               |                              |                         |
| 127 | 19         | „Люлее люлката“               | 31 август 2014 г             | 2,84                    |
| Кендъл и Кайли издадоха новата си книга „Rebels“. Кортни казва на Скот, че е бременна отново. Крис организира изненадващо момитско парти за Ким. |            |                               |                              |                         |
| 128 | 20         | „Пътуването на Ким до олтара“ | 1 септември 2014 г           | 2,10                    |
| Ким се подготвя за сватбата си с Кание с приятели и семейство. Възниква проблем с роклите за шаферки на Кортни, Клои, Кендъл и Кайли. Семейството пътува до Париж и Флоренция, но Роб решава да не присъства на сватбата, което предизвиква напрежение сред семейството |            |                               |                              |                         |

### Сезон 10 (2015)
| бр.като цяло | № в сезона | Заглавие                    | Оригинална дата на излъчване | Зрители в САЩ (милиони) |
| --- | ---------- | --------------------------- | ---------------------------- | ----------------------- |
| 129 | 1          | „Новото нормално“           | 15 март 2015 г               | 2,55                    |
| Семейство Кардашиян се бори да се справи с развода на Крис и Брус, който става още по-труден, когато се появи слух, че Брус се среща с един от най-добрите приятели на Крис. |            |                             |                              |                         |
| 130 | 2          | „Някой над кукувиче гнездо“ | 22 март 2015 г               | 2,08                    |
| На Крис и е трудно да се върне на сцената за запознанства след 25 години. Kлои трябва да се справи с последиците от противоречива публикация в Инстаграм. Ким се бори с огъня с огън, след като планира да наеме Кортни за своята видеоигра. |            |                             |                              |                         |
| 131 | 3          | „Бащата на колата“          | 29 март 2015 г               | 1,89                    |
| Крис е загрижена, че е направила грешка, като е натоварила Кортни да отговаря за завещанието си за живот. Скот е обвинен в съмнително поведение. Ким помага на Брус да харчи разумно парите си. |            |                             |                              |                         |
| 132 | 4          | „Без отстъпление“           | 5 април 2015 г               | 1,84                    |
| Роб е в криза и семейството се намесва, но когато Роб отказва помощ, Крис е на края на силите си; Kлои води тиймбилдинг отстъпление в Dash; Ким научава, че може да не е в плановете да забременее отново. |            |                             |                              |                         |
| 133 | 5          | „На пътя“                   | 12 април 2015 г              | 1,79                    |
| Малика се озовава в кръстосания огън, когато Клои слага край на връзката си с Френч Монтана. След седмица на битки, Крис принуждава Кайли да отиде на пътуване за свързване на майка и дъщеря в Сан Диего. Ким говори на технологична конференция в Силициевата долина, за да докаже, че нейните умения се простират отвъд света на красотата и модата                                                                                    |            |                             |                              |                         |
| 134 | 6          | „Не изпадайте в паника!“    | 19 април 2015 г              | 2,22                    |
| Ким отива под прикритие, за да шпионира магазина DASH, Ню Йорк, за да разреши проблем с кражба. Кортни прави фотосесия, преди да дойде време за бебе №3. Скот убеждава Крис да отпразнуват рождения ѝ ден в нощен клуб. |            |                             |                              |                         |
| 135 | 7          | „Специална доставка“        | 26 април 2015 г              | 2,07                    |
| Ким пътува до Маями, за да рекламира снимките си за корица на хартиено списание. Скот трябва да се справи с безпокойството дали е достатъчно емоционално стабилен, за да се справи с всичко, което се случва в живота му. Подозренията на Крис за преследвач, преследващ семейство Кардашиян, вече не са подозрение, а факт. |            |                             |                              |                         |
| 136 | 8          | „Бъги Бу“                   | 3 май 2015 г                 | 1,93                    |
| Сега, след като Кортни е родила Рейн, Скот излиза извън контрол, което кара Клои да привлече Брус по неговия случай. Ким и Клои учат Кайли за всички отговорности, които идват с това да си собственик на жилище, когато тя обмисля закупуването на имение за 2,7 милиона долара. |            |                             |                              |                         |
| 137 | 9          | „Устна услуга“              | 10 май 2015 г                | 2,09                    |
| Кайли стартира първия си самостоятелен проект, своята линия за удължаване на коса, но когато медиите я питат за устните ѝ; Кайли се чувства несигурна, когато разкрива, че е имала временни филъри за устни. Ким и Клои решават да отидат на лекар. Когато Скот наема Кортни като интериорен дизайнер за домовете, които продава, той скоро се тревожи, че е направил грешка, когато границите между работата и удоволствието се размият. |            |                             |                              |                         |
| 138 | 10         | „За Брус – част 1“          | 17 май 2015 г                | 2,92                    |
| Кейтлин разказва за това, че е жена на семейството си, Крис, Клои и Кендъл са разстроени от нейния преход. Кортни се тревожи как това ще се отрази на децата ѝ. |            |                             |                              |                         |
| 139 | 11         | „За Брус – част 2“          | 18 май 2015 г                | 2,55                    |
| Семейството подкрепя Кейтлин в решението ѝ да стане жена, особено Ким. |            |                             |                              |                         |
| 140 | 12         | „Луни над Монтана“          | 24 май 2015 г                | 1,87                    |
| Ким планира ски пътуване до Монтана за по-младия клан Кардашиян. Въпреки това, когато Кайли настоява да остане сама, Клои се опитва да се свърже с Кайли, като прави всички спортни дейности, които Кайли обикновено прави с Кейтлин. |            |                             |                              |                         |
| 141 | 13         | „В миг на око…“             | 31 май 2015 г                | 2,37                    |
| Семейството се готви с нетърпение за прехода на Кейтлин да стане жена. Крис и Кендъл се отправят към Франция. |            |                             |                              |                         |
| 142 | 14         | „Майка Армения“             | 20 септември 2015 г          | 1,29                    |
| Kлои и Ким отиват на пътуване до Армения, за да научат повече за своите предци. Кортни иска да разбере защо Кайли се държи дистанцирано. |            |                             |                              |                         |
| 143 | 15         | „Добре е да си у дома“      | 27 септември 2015 г          | 1,66                    |
| Kание изнася изненадващ публичен концерт, за да благодари на Армения; Ким урежда дъщеря ѝ Норт да бъде кръстена в най-старата арменска църква в Израел; Обратно в Лос Анджелис, всеки реагира различно на Кейтлин в живота си, като Крис го приема най-трудно. |            |                             |                              |                         |
| 144 | 16         | „Нечестна суета“            | 4 октомври 2015 г            | 1,61                    |
| Кейтлин излиза в първото си голямо интервю за списание и заявява неща, които семейството смята за обидни, Ким прави всичко възможно, за да събере парчетата; Kлои трябва да реши колко емоционална подкрепа може да си позволи да даде на Ламар. |            |                             |                              |                         |
| 145 | 17         | „Последната сламка“         | 11 октомври 2015 г           | 1,70                    |
| Във финала на този сезон Кортни се опитва да се справи, докато поведението на Скот излиза извън контрол; Kлои решава да се срещне лице в лице с Кейтлийн, за да се опита да спаси връзката им; Крис най-накрая дава на Кори статут на гадже. |            |                             |                              |                         |

### Сезон 11 (2015-2016)
| бр.като цяло | бр _ сезона | Заглавие                        | Оригинална дата на излъчване | Зрители в САЩ (милиони) |
| --- | ----------- | ------------------------------- | ---------------------------- | ----------------------- |
| 146 | 1           | „Това беше тогава, това е сега“ | 15 ноември 2015 г            | 2,48                    |
| Кортни и Скот се разделят; сестрите се опитват да намерят начини да се справят с последиците от прехода на Кейтлин. Kлои прави много разкриваща фотосесия. |             |                                 |                              |                         |
| 147 | 2           | „Цената, която плащате“         | 22 ноември 2015 г            | 1,55                    |
| Кортни се опитва да намери ново статукво със Скот; служебно пътуване до Австралия кара Клои да се замисли колко много прави за сестрите си; Ким и Кание се подготвят да се върнат при Крис. |             |                                 |                              |                         |
| 148 | 3           | „Ритуали на преминаване“        | 29 ноември 2015 г            | 1,98                    |
| Крис решава да организира изключително специално парти за дипломирането на Кендъл и Кайли; Жаждата за бременност на Ким я отвежда до седмото небе, но това може да я изложи на риск; Kлои реагира на присъствие в къщата си, като се докосва до нейната психическа страна.                                                     |             |                                 |                              |                         |
| 149 | 4           | „Всички пораснали“              | 6 декември 2015 г            | 2,31                    |
| Крис има причина да се срещне с Кейтлин за първи път на 18-ия рожден ден на Кайли; Ким поема дома на Крис в подготовка за бебе номер две; Kлои предприема стъпки, за да продължи напред. |             |                                 |                              |                         |
| 150 | 5           | „Лъвове и тигри и текстове“     | 13 декември 2015 г           | 2,05                    |
| След като продължи напред с развода си, Клои търси утеха в Мексико Сити във фондацията за спасяване на големи котки с Кендъл; Крис води отделна кореспонденция с Ламар; Кайли се появява за първи път като възрастен в клуб в Монреал .                                                                                        |             |                                 |                              |                         |
| 151 | 6           | „Бон-Вояж“                      | 20 декември 2015 г           | 1,89                    |
| Семейството лети до Сейнт Бартс, за да забрави проблемите си, но драмата ги следва; Кортни получава смущаващи новини за Скот; Кендъл се кара с Кайли, че е довела гаджето ѝ Тайга; Крис се бори да си върне добрата страна на Ким и Клои.                                                                                      |             |                                 |                              |                         |
| 152 | 7           | „Завръщане от рая“              | 3 януари 2016 г              | 2,54                    |
| Кендъл се чувства пренебрегната, когато Кайли продължава да обръща цялото си внимание на Тайга. Ким и Клои си поставят за мисия да накарат Кортни да се чувства добре. Неочаквано посещение на Скот предизвиква вихрушка от емоции, когато семейството най-накрая се среща със Скот, за да обсъдят грешките, които е допуснал. |             |                                 |                              |                         |
| 153 | 8           | „Голямото изстрелване“          | 10 януари 2016 г             | 2,05                    |
| Момичетата Кардашиян и Дженър пътуват до Ню Йорк, за да пуснат новите си приложения. |             |                                 |                              |                         |
| 154 | 9           | „Страх от неизвестното“         | 17 януари 2016 г             | 2,15                    |
| Крис иска момичетата да направят генетичен тест, за да разберат рисковете от рак, но не всички се съгласяват; Кендъл трудно намира баланс в отношенията си с Кейтлин; семейството помага на Скот, когато той достига ниска точка.                                                                                              |             |                                 |                              |                         |
| 155 | 10          | „неправилна комуникация“        | 24 януари 2016 г             | 1,99                    |
| Крис решава, че семейството има нужда от комуникационна терапия; Кайли е готова да отпразнува новия си дом, но управлението на семейството ѝ пречи на плановете ѝ; Клои се бори да завърши книгата си. |             |                                 |                              |                         |
| 156 | 11          | „Великият Крис“                 | 31 януари 2016 г             | 1,89                    |
| Ким ръководи планирането на голямо парти за 60-ия рожден ден на Крис, но се страхува, че може да е поела твърде много в деветия месец на бременността си; Скот най-накрая отива в рехабилитационен център, но само времето ще покаже дали е готов да се промени.                                                               |             |                                 |                              |                         |
| 157 | 12          | „Семейството на първо място“    | 14 февруари 2016 г           | 1,69                    |
| Момичетата правят римейк на легендарно семейно видео за епичния 60-и рожден ден на Крис; Kлои трудно намира баланс между подкрепата на Ламар и връщането към ежедневието си; Кендъл получава невероятна възможност. |             |                                 |                              |                         |
| 158 | 13          | „Непредвидено бъдеще“           | 21 февруари 2016 г           | 1,90                    |
| Ким научава, че строителството на къщата ѝ се забавя още повече, оставяйки жизнената ѝ ситуация в неизвестност; Скот се връща от рехабилитация, готов да докаже, че е променен човек; Кайли се изправя срещу Кендъл за това, че са екип.                                                                                       |             |                                 |                              |                         |

### Сезон 12 (2016)
| бр.като цяло | бр _ сезона | Заглавие                              | Оригинална дата на излъчване | Зрители в САЩ (милиони) |
| --- | ----------- | ------------------------------------- | ---------------------------- | ----------------------- |
| 159 | 1           | „Навън със старото, навътре с новото“ | 1 май 2016 г                 | 3,19                    |
| Новината, че Роб се среща с бившата на Тайга, е посрещната шокиращо от семейството. Междувременно Клои пренарежда живота си, за да се увери, че Ламар има подходяща грижа и собствена къща; Скот се надява някои промени в начина му на живот да спечелят Кортни обратно; в същото време Кортни се опитва да прегърне нова глава от живота си.                                                                                           |             |                                       |                              |                         |
| 160 | 2           | „Семейна афера в Ню Йорк“             | 8 май 2016 г                 | 1,56                    |
| Кание взема част от цялото семейство в Ню Йорк за представянето на сезон 3 на Yeezy. Ламар решава да отиде със семейството, за да направи първото си публично излизане след почти фатално предозиране. Той е посрещнат с възгласи от тълпата. Клои и Кейтлин започват да разрешават враждата си. |             |                                       |                              |                         |
| 161 | 3           | „Значими други и значими братя“       | 15 май 2016 г                | 1,77                    |
| Клои е шокирана, когато научава, че Роб има собствена къща и разпитва Крис дали тя е отговорна за купуването ѝ. Роб се завръща и се премества в новия си дом с подкрепата на останалата част от семейството, с изключение на Kлои. Семейството започва да забелязва примадоната на Кортни, особено след като се появява на корицата на Architectural Digest. Ким също забелязва зараждащото се приятелство с Кори и я изправя срещу нея. |             |                                       |                              |                         |
| 162 | 4           | „Всичко за меме“                      | 22 май 2016 г                | 1,55                    |
| Момичетата започват да се помирят с новата връзка на Роб, но чувствата са наранени, когато Роб започва да се шегува с тях в социалните медии. Междувременно Крис и Ким достигат критичните си точки, докато съквартирантите и Кендъл се борят с чувството, че са изоставени. |             |                                       |                              |                         |
| 163 | 5           | „Фалшифицирайте, докато не успеете“   | 5 юни 2016 г                 | 1,78                    |
| Кендъл, Кайли и Клои се преобразяват с протези с надеждата да заблудят папараците; Скот се чувства несигурен за мястото си в семейството; Крис се съпротивлява на идеята на Кори за забавление. |             |                                       |                              |                         |
| 164 | 6           | „Проклятието на Кардашиян“            | 12 юни 2016 г                | 1,53                    |
| Клои пътува до Напа с Кортни и Крис, където трябва да вземе решение за развода си; Скот се опитва да се отърве от предполагаемото проклятие на Кардашиан. |             |                                       |                              |                         |
| 165 | 7           | „Сняг, който не направи – част 1“     | 19 юни 2016 г                | 1,27                    |
| Крис изненадва семейството с ваканция във Вейл, Колорадо; семейството научава, че Роб е предложил брак на Блек Чайна; Кортни се тревожи за поведението на Скот. |             |                                       |                              |                         |
| 166 | 8           | „Snow You Didn't! – Част 2“           | 26 юни 2016 г                | 1,23                    |
| Семейството продължава ваканцията си във Вейл, докато приема новината за годежа на Роб; Скот се опитва да запази най-доброто си поведение до края на пътуването. |             |                                       |                              |                         |
| 167 | 9           | „О – Скъпа!“                          | 3 юли 2016 г                 | 1,51                    |
| След обявяването на годежа, Роб има още една новина, която ще промени семейството завинаги, а именно че очаква дете от Чайна; Кайли се бори с безпокойството от това, че е в светлината на прожекторите. |             |                                       |                              |                         |
| 168 | 10          | „Iced Out“                            | 10 юли 2016 г                | 1,44                    |
| Ким се чувства сякаш е дърпана в различни посоки, докато се опитва да се погрижи както за сестра си, така и за съпруга си по време на пътуване; Скот се опитва да реши дали да изненада Кортни, като се появи в Исландия. |             |                                       |                              |                         |
| 169 | 11          | „Имаш ли MILF?“                       | 17 юли 2016 г                | 1,37                    |
| Ким чувства, че Кание постоянно е неразбран и несправедливо хулен и не може да реши дали да застане публично в негова подкрепа; Ким се подготвя за секси епизодичната си роля в музикалния видеоклип на Фърги. |             |                                       |                              |                         |
| 170 | 12          | „Добър ден Хавана“                    | 31 юли 2016 г                | 1,39                    |
| Момичетата се отправят на незабравимо пътуване до някогашната ограничена държава Куба; Кортни се кара с членове на семейството; Крис си губи ума, когато не може да говори с момичетата в чужбина. |             |                                       |                              |                         |
| 171 | 13          | „Хавана лека нощ“                     | 7 август 2016 г              | 1,17                    |
| Пътуването на Кардашиян до Куба продължава. Разногласие в резултат от работните ангажименти на Ким на Деня на майката се появяват; Скот идва със сериозен случай на FOMO; и напрежението нараства около сделката на Кайли за Puma. |             |                                       |                              |                         |
| 172 | 14          | „Дигиталната ярост“                   | 21 август 2016 г             | 1,43                    |
| Драмата между Роб и семейството избухва, когато Чайна пуска приложение, което намират за съмнително; Скот е на мисия да докаже, че алергиите на Кортни не са истински. |             |                                       |                              |                         |
| 173 | 15          | „Кръв, пот и страхове“                | 28 август 2016 г             | 0,866                   |
| Когато Крис вижда, че Клои се бори, тя настоява Роб да се свърже отново със сестра си; Кортни се притеснява, че ще даде на Скот смесени послания; Крис се напъва твърде много, за да не изостава с тренировките на дъщерите си. |             |                                       |                              |                         |
| 174 | 16          | „Любов от първа битка“                | 4 септември 2016 г           | 1,52                    |
| Когато Роб и Чайна се скарат, сестрите трябва да помогнат за възстановяване на връзката им; семейството се опитва да подари на Kлои добър рожден ден; и Кортни е нервна, когато трябва да направи престурне съвсем сама. |             |                                       |                              |                         |
| 175 | 17          | „Новите приятели на Khloé за гърди“   | 23 октомври 2016 г           | 1,45                    |
| Ким разстройва майка си, след като помага на Кейт да се подготви за наградите ESPY; Kлои тества новите си функции; Скот намира по-здравословен начин да се забавлява. |             |                                       |                              |                         |
| 176 | 18          | „Лорд Дисик се завръща“               | 30 октомври 2016 г           | 1,10                    |
| Рожденият ден на MJ се празнува, но Роб не се появява и изчезва след скандал с Чайна; Семейство Кардашиан искат Скот да се забавлява повече, което води до завръщането на „Лорд Дисик“; Ким има проблеми с прическата на Норт. |             |                                       |                              |                         |
| 177 | 19          | „Властелинът на пумите“               | 6 ноември 2016 г             | 1,12                    |
| Сънната парализа на Кендъл оказва влияние върху работата и пътуването; Ким се опитва да овладее безпокойството си; Скот става приятел с Крис и нейните приятелки. |             |                                       |                              |                         |
| 178 | 20          | „Противоречия и наследства“           | 13 ноември 2016 г            | 1,22                    |
| Ким опитва всичко за трето дете; Кендъл се страхува от обратна реакция от подкрепата за по-строг контрол върху оръжията; На Крис и е трудно да осъзнае, че майка ѝ няма да е тук завинаги. Тя организира интервю, в което тя и децата ѝ задават въпроси на майка си. Крис се разпада в плач след въпрос на който не е готова да отговори.                                                                                                |             |                                       |                              |                         |
| 179 | 21          | „Без добри дела“                      | 20 ноември 2016 г            | 1,14                    |
| Бебешко парти преди раждането на Роб и Чайна е планирано, но битка между тях проваля повода; Крис претърпява автомобилна катастрофа. |             |                                       |                              |                         |

### Сезон 13 (2017)
| Не.като цяло | Не. в сезона | Заглавие                             | Оригинална дата на излъчване | Зрители в САЩ (милиони) |
| --- | ------------ | ------------------------------------ | ---------------------------- | ----------------------- |
| 180 | 1            | „Време за Даш“                       | 12 март 2017 г               | 1,48                    |
| По време на пътуване до Маями, голям универсален магазин прави оферта за закупуване на Dash, което кара Ким, Кортни и Клои да спорят за бъдещето на техните магазини. Междувременно Кортни се бори да се забавлява в присъствието на Скот; и Kлои държи Ким в неведение за новата си връзка.                           |              |                                      |                              |                         |
| 181 | 2            | „Париж“                              | 19 март 2017 г               | 1,58                    |
| Кортни е нетърпелива да преживее Седмицата на модата в Париж с Ким и да види Кендъл да се разхожда по пистата за първи път, но пътуването им до града на любовта придобива мрачен обрат, когато Ким е ограбена с оръжие.                                                                                               |              |                                      |                              |                         |
| 182 | 3            | „Последиците“                        | 26 март 2017 г               | 1,41                    |
| След Париж, Ким се бори да се справи със страшните напомняния за обира, Кендъл поставя под съмнение решението си да преследва нарушител, а Крис се фокусира върху повишаване на сигурността за семейството. |              |                                      |                              |                         |
| 183 | 4            | „Последното усилие на Ким“           | 2 април 2017 г               | 1.16                    |
| Ким се подлага на последна процедура на матката си в опит да износи друго бебе, но страда от опасни усложнения; Kлои се тревожи за своите бизнес успехи; Роб трябва да се научи да игнорира критиките от семейството си.                                                                                               |              |                                      |                              |                         |
| 184 | 5            | „Когато вали, вали – част 1“         | 9 април 2017 г               | 1,26                    |
| Ким започва да се връща към обществения си живот, но е заслепена от някои разстройващи новини за Кание. Междувременно Kлои е принудена да поправи обтегнатите си отношения с Кейтлин; семейството спекулира, че Кортни и Скот ще се съберат отново след интимно пътуване до Мексико; и Роб приветства първото си бебе. |              |                                      |                              |                         |
| 185 | 6            | „Когато вали, вали – част 2“         | 16 април 2017 г              | 1,17                    |
| След като получава някои обезпокоителни новини за Кание, докато е в Ню Йорк за Ангелския бал, Ким се втурва вкъщи да му помогне; Кендъл се тревожи, че лоша рецензия от Vogue може да застраши кариерата ѝ на модел; Kлои се сблъсква с Mалика относно приоритетите.                                                   |              |                                      |                              |                         |
| 186 | 7            | „Бившите досиета“                    | 23 април 2017 г              | 1.47                    |
| След битка с Чайна, сестрите се опитват да защитят Роб от токсична им връзка. Крис се опитва да възстанови връзката си с Кейт, а Ким се опитва да убеди Клоуи да направи бивша кутия. |              |                                      |                              |                         |
| 187 | 8            | „Гулит трип“                         | 30 април 2017 г              | 1.34                    |
| Скот е съсипан, когато чува слух за Кортни; Ким се връща на работа и се страхува, че може вече да не е изоставена от обществения си начин на живот; Кендъл се разстройва на Кейтлин, когато усилията ѝ да прекарва време с баща си се приемат за даденост.                                                             |              |                                      |                              |                         |
| 188 | 9            | „Family Trippin' – Част 1“           | 7 май 2017 г                 | 1.25                    |
| След като Ким заварва Скот с момиче в Дубай, семейството е изненадано, че Кортни го е допуснала на семейното пътуване; сестрите откриват, че Скот е поканил още едно момиче да се присъедини към него в Коста Рика, семейството решава, че е време Кортни да се изправи срещу него.                                    |              |                                      |                              |                         |
| 189 | 10           | „Семейно пътуване – част 2“          | 14 май 2017 г                | 1.37                    |
| Семейството се изправя срещу Скот относно неговия нежелан гост; Кортни го информира, че е провалил всякакъв шанс да се съберат отново; Kлои е уморена от отношението на семейството си; Ким трескаво се готви да свидетелства срещу мъжете, които са я ограбили в Париж.                                               |              |                                      |                              |                         |
| 190 | 11           | „Класически автомобили и ретро яйца“ | 21 май 2017 г                | 1.33                    |
| Ким и Кортни принуждават Клои да предприеме сантиментално пътуване със сестра си до Палм Спрингс, за да преживеят някои от най-милите си спомени от детството; за да спаси връзката си, Роб се среща с лайф коуч; Крис получава скандално предложение от кралско семейство.                                            |              |                                      |                              |                         |
| 191 | 12           | „Решения, решения“                   | 28 май 2017 г                | 0,97                    |
| Роб се бори да намери начин да бъде любезен с Чайна заради дъщеря им; Клои подлага Кортни на серия от глупави тестове, за да излекува нерешителността и; Ким лети до Ню Йорк с Кайли за дългоочакваното модно шоу на Yeezy на Кание.                                                                                   |              |                                      |                              |                         |
| 192 | 13           | „Лоялност и роялти“                  | 4 юни 2017 г                 | 1.43                    |
| Ким се разкъсва да поддържа връзка с Кейт; тя потвърждава, че причината на майка ѝ да прекъсне връзките е основателна; Кендъл запознава сестрите си с първия открит гей крал; Роб изпълнява своето собствено време от месеца.                                                                                          |              |                                      |                              |                         |
| 193 | 14           | „Сестра сурогатство“                 | 11 юни 2017 г                | 1.40                    |
| Kлои проучва възможността да стане сурогат на Ким, но получава някои шокиращи новини за собствената си плодовитост в процеса; сестрите притискат Кортни да засили играта си на флирт; Роб заплашва да излезе под гаранция на 30-ия си рожден ден.                                                                      |              |                                      |                              |                         |

### Сезон 14 (2017-18)
| бр.като цяло | № в сезона | Заглавие                      | Оригинална дата на излъчване | Зрители в САЩ (милиони) |
| --- | ---------- | ----------------------------- | ---------------------------- | ----------------------- |
| 194 | 1          | „Кливланд шоу“                | 1 октомври 2017 г            | 1,44                    |
| Ким и Кортни най-накрая надникват в личния живот на Клои в Кливланд. Кендъл получава остри отзиви за скорошен проект. Семейството е заслепено, когато Кейт разкрива шокиращи новини. |            |                               |                              |                         |
| 195 | 2          | „MILFs Gone Wild“             | 8 октомври 2017 г            | 1,40                    |
| Скот започва да ревнува, когато Кортни отива на момичешко пътуване до Мексико за рождения си ден. Ким се чувства обидена, когато в интернет се появяват нелицеприятни нейни снимки в Мексико.                                                                                             |            |                               |                              |                         |
| 196 | 3          | „Наздраве за това“            | 15 октомври 2017 г           | 1,26                    |
| Ким се бори да възвърне увереността си след пътуването си до Мексико. Настроението на Kлои се влошава, когато Крис става твърде заета за свързване на майка и дъщеря. Кортни се държи подло относно живота си на срещи.                                                                   |            |                               |                              |                         |
| 197 | 4          | „Квартали за дрехи“           | 22 октомври 2017 г           | 1,13                    |
| Кортни е разсеяна по време на бягство на сестра с Кендъл; Ким организира нежелана интервенция в гардероба на Клои. |            |                               |                              |                         |
| 198 | 5          | „Хвани ме, ако те Кан“        | 29 октомври 2017 г           | 0,89                    |
| Скот заплашва да провали пътуването на Кортни до Кан с новия ѝ романтичен интерес, Ким се бори да постави граници с асистентката си, а момичетата се образоват за планираното родителство.                                                                                                |            |                               |                              |                         |
| 199 | 6          | „Fan-Friction“                | 5 ноември 2017 г             | 1,15                    |
| Kлои се страхува, че феновете на Кливланд може да се обърнат към семейството ѝ по време на пътуване, за да види Тристан; момичетата се чудят как да се отнасят към Скот след лошото му поведение в Кан; На Ким ѝ писва от липсата на воля и прави драстична промяна в начина си на живот. |            |                               |                              |                         |
| 200 | 7          | „Кралица на красотата“        | 12 ноември 2017 г            | 1,01                    |
| Ким трепетно се подготвя за пускането на новата си линия KKW Beauty; Кортни се опитва да възприеме ново положително отношение; Kлои се бори да уреди предстоящото преместване на Tристан в Лос Анджелис.                                                                                  |            |                               |                              |                         |
| 201 | 8          | „Близо до вкъщи“              | 19 ноември 2017 г            | 0,77                    |
| Ким е шокирана да научи за нарастващия процент на бездомните в Ел Ей и се заема да привлече вниманието към нарастващата криза. Междувременно Крис наема писар, който да документира всяка нейна дума.                                                                                     |            |                               |                              |                         |
| 202 | 9          | „Куче уморено“                | 3 декември 2017 г            | 0,96                    |
| Kлои и Kендъл обмислят да получат оръжие за защита; Крис налага стриктни насоки, които майка ѝ да следва в новия си апартамент; Ким не може да се справи с буйното си ново кученце. |            |                               |                              |                         |
| 203 | 10         | „Скъпа още веднъж“            | 10 декември 2017 г           | 1,06                    |
| Ким получава големи новини за бъдещето на семейството си; момичетата се чудят дали Кортни вижда бъдеще с настоящия си приятел; Ким и Клои се състезават да спечелят обичта на Крис. |            |                               |                              |                         |
| 204 | 11         | „Пропуск за пресата“          | 17 декември 2017 г           | 1,03                    |
| Kлои и Koртни подготвятэдизайна на тяхната фитнес линия; Ким смята, че семейството се нуждае от медийно обучение, за да се научи да се справя с противоречиви теми. |            |                               |                              |                         |
| 205 | 12         | „Пазачът на майка ми“         | 7 януари 2018 г              | 1,05                    |
| Избухливият нрав на Kлои заплашва да я навлече в беда и Крис поставя проследяващо устройство на майка ѝ. Междувременно Ким се съмнява в ползите за здравето от новата безглутенова диета на Кортни.                                                                                       |            |                               |                              |                         |
| 206 | 13         | „Мим над материята“           | 14 януари 2018 г             | 1,44                    |
| Измъчваната от вина Кортни трябва да реши дали да предприеме пътуване до Египет без децата си; Kлои осъзнава, че стресът от работата с шест деца тежи на Крис, така че тя наема мим, за да развесели майка си.                                                                            |            |                               |                              |                         |
| 207 | 14         | „Кифла във фурната“           | 15 януари 2018 г             | 1,33                    |
| Клои и Тристан научават вълнуващи новини за бъдещето си, но това е почти засенчено от проблемите помежду им на Клои и Кори. Крис получава комплекс заради постоянно променящите и се ушни миди.                                                                                           |            |                               |                              |                         |
| 208 | 15         | „Диамантите са вечни“         | 21 януари 2018 г             | 1,16                    |
| Поведението на Скот се влошава, след като научава, че Кортни официално има гадже. Междувременно Кортни се бори да намери своята страст в кариерата, а Крис измисля креативен начин да запази паметта си дълго след като я няма.                                                           |            |                               |                              |                         |
| 209 | 16         | „Заплетена мрежа“             | 11 февруари 2018 г           | 1,14                    |
| Ким се страхува за безопасността на сурогата си, когато източници започват да разкриват личната ѝ информация; Крис следи зорко Скот по време на Седмицата на модата; Кортни се справя със страшна зараза.                                                                                 |            |                               |                              |                         |
| 210 | 17         | „Наследството на Крис Дженър“ | 18 февруари 2018 г           | 1,05                    |
| Когато Скот осъзнава, че момичетата знаят много малко за историята на Крис, той се заема да направи възпоменателно видео за нейното наследство. Притеснението на Кендъл връхлита отново точно преди Седмицата на модата в Милано. Клои се опитва да възстанови приятелството си с Малика. |            |                               |                              |                         |
| 211 | 18         | „Проблеми в тримесечието“     | 25 февруари 2018 г           | 1,01                    |
| Kлои се опитва да запази бременността си в тайна, докато се справя с някои усложнения. Кортни се пита дали е приключила с децата. Крис дебютира с шумна нова прическа. |            |                               |                              |                         |
| 212 | 19         | „Разкриването на пола“        | 4 март 2018 г                | 1,29                    |
| Момичетата предприемат едно последно бягство със сестри в Сан Франциско, преди бебетата им да се появят, но бързо се уморяват от лошото отношение на Кортни; Ким иска да включи семейството си в процеса на сурогатното майчинство; Kлои с нетърпение очаква новини за пола на бебето си. |            |                               |                              |                         |

### Сезон 15 (2018)
| бр.като цяло | № в сезона | Заглавие                               | Оригинална дата на излъчване | Зрители в САЩ (милиони) |
| --- | ---------- | -------------------------------------- | ---------------------------- | ----------------------- |
| 213 | 1          | „Спор за фотосесия“                    | 5 август 2018 г              | 1,36                    |
| Битката за семейната коледна картичка ескалира в голяма вражда за семейството. Междувременно Скот се чувства виновен, че е започнал нова връзка.                                                                                             |            |                                        |                              |                         |
| 214 | 2          | "Изкуството на шегата"                 | 12 август 2018 г             | 1,27                    |
| Ким и Клои се опитват да открият причината за лошото отношение на Кортни; Клои и Скот измислят идея да докажат, че Крис не е експертът по изкуство, за когото се представя.                                                                  |            |                                        |                              |                         |
| 215 | 3          | „Drop Dead Gorgeous“                   | 19 август 2018 г             | 1,08                    |
| Крис се тревожи, че бременната Клои е прекалила със здравословния си начин на живот. Междувременно Ким пренася своето болезнено очарование на следващото ниво.                                                                               |            |                                        |                              |                         |
| 216 | 4          | "Кошмарът преди Коледа"                | 26 август 2018 г             | 1,03                    |
| След интензивни няколко седмици на караници със сестрите си, Кортни обмисля да прекара празниците далеч от семейството си; Kлои се крие от критичното обществено око до обявяването на бременността си; Крис се страхува, че е отровена.     |            |                                        |                              |                         |
| 217 | 5          | "Семейната вражда"                     | 9 септември 2018 г           | 1,07                    |
| Кортни е разстроена, когато Скот запознава децата с приятелката си без разрешението на Кортни; семейството е решено да се състезава на Celebrity Family Feud.                                                                                |            |                                        |                              |                         |
| 218 | 6          | „Ние обичаме Чикаго“                   | 16 септември 2018 г          | 0,91                    |
| Ким се подготвя за раждането на третото си дете, Клои се бори да избере кръстник за бебето си, а Кортни прави своя танцов дебют във флашмоб.                                                                                                 |            |                                        |                              |                         |
| 219 | 7          | "Перфектната Сторми"                   | 23 септември 2018 г          | 1,08                    |
| Въпреки че нещата се променят за семейство Кардашиян по начини, които не са очаквали, те са решени да помнят, че семейството винаги е на първо място.                                                                                        |            |                                        |                              |                         |
| 220 | 8          | "Американски модел в Париж"            | 30 септември 2018 г          | 1,01                    |
| Кортни е бясна, когато Ким издава лична информация за нея на семейството; Ким се бори да превърне Кание в приоритет; Кендъл се отпуска на едно вихрено пътуване до Париж.                                                                    |            |                                        |                              |                         |
| 221 | 9          | "Семейство Кардашиан превземат Япония" | 7 октомври 2018 г            | 0,81                    |
| Ким се бори да заснеме цяла кампания на Yeezy Сезон 7, докато е в Япония, но се притеснява, че съмнителният моден усет на сестрите й може да застраши дебюта на линията; Крис подарява на най-добрия си приятел лифтинг на лицето.           |            |                                        |                              |                         |
| 222 | 10         | „Хайде да играем на топка“             | 14 октомври 2018 г           | 0,87                    |
| Семейство Кардашиян и семейство Джаксън се изправят в благотворителна игра на софтбол; Крис събира ресурси, за да реновира Watts Empowerment Center; Клои и Скот се опитват да разкрият истинската самоличност на Арт Ванделай.              |            |                                        |                              |                         |
| 223 | 11         | „Господарят и неговата дама“           | 28 октомври 2018 г           | 0,88                    |
| Вдъхновен от демонстрацията на March for Our Lives, Ким се среща с оцелелите от стрелбата в Паркленд, за да научи за тяхното движение; Скот съживява своя подкаст с Kлои в Кливланд; Кайли се чувства несигурна за тялото си след раждането. |            |                                        |                              |                         |
| 224 | 12         | "Предателството"                       | 4 ноември 2018 г             | 1,13                    |
| Kлои е заслепена от новини за връзката й броени дни преди термина й; Ким се тревожи, че раждането на Клои ще падне в деня на нейното събиране в гимназията; Скот и Кендъл се обединяват, за да практикуват екстремни спортове.               |            |                                        |                              |                         |
| 225 | 13         | "Истинска история"                     | 18 ноември 2018 г            | 1,22                    |
| Семейството се втурва на страната на Клои, докато тя ражда и се изправя лице в лице с Тристан, след като новината за изневярата му избухна; Ким се свързва отново с приятели на нейната 20-годишна среща в гимназията.                       |            |                                        |                              |                         |
| 226 | 14         | „Вегас, скъпа!“                        | 25 ноември 2018 г            | 1,10                    |
| Клои и Тристан се връщат в Лос Анджелис с бебето Тру, но Ким и Тристан имат неразрешено напрежение заради неговата изневяра; Кортни пътува до Вашингтон, за да говори пред Конгреса.                                                         |            |                                        |                              |                         |
| 227 | 15         | „Натрупване на тестето“                | 2 декември 2018 г            | 0,94                    |
| Ким се връща в Париж за първи път след обира. Междувременно Кортни се притеснява, че е чакала твърде дълго, за да замрази яйцеклетките си, а Кендъл се страхува, че ще се унижи в благотворителен турнир по покер.                           |            |                                        |                              |                         |
| 228 | 16         | "Освобождавам се"                      | 9 декември 2018 г            | 0,85                    |
| Ким посвещава времето и енергията си, за да помогне за освобождаването на Алис Джонсън от затвора; Kлои подчертава, че ще прекара първата си нощ далеч от Тру; Ким се сблъсква с някои противоречиви коментари.                              |            |                                        |                              |                         |

### Сезон 16 (2019)
Основна статия: В крак със семейство Кардашиян (сезон 16)
| бр.като цяло | № в сезона | Заглавие                 | Оригинална дата на излъчване | Зрители в САЩ (милиони) |
| --- | ---------- | ------------------------ | ---------------------------- | ----------------------- |
| 229 | 1          | "Чикаго лоялност"        | 31 март 2019 г               | 1,30                    |
| Лоялността на Ким към съпруга й се превръща в източник на конфликт по време на пътуване до Чикаго; Кортни се бори с безпокойство след раздялата си; така че сестрите й решават да планират пътуване за момичета до Палм Спрингс, Калифорния, за да излекуват болките и от раздялата.          |            |                          |                              |                         |
| 230 | 2          | "Изборът на Кортни"      | 7 април 2019 г               | 1.13                    |
| Ким кани Скот на семейно пътуване до Ню Йорк, за да покаже на Кортни докъде е стигнал като семеен човек. Междувременно Ким също обмисля неочаквано преместване в Чикаго, а Крис се страхува, че майка й може да е сериозно болна.                                                             |            |                          |                              |                         |
| 231 | 3          | „Яж, моли се, бори се“   | 21 април 2019 г              | 0,90                    |
| Семейството се отправя към Бали за релаксираща ваканция, но напрежението пламва, когато Кортни обвинява Клои, че се оплаква твърде много. Междувременно Скот е решен да намери заровено съкровище и привлича помощта на децата си.                                                            |            |                          |                              |                         |
| 232 | 4          | „Търсене на сродна душа“ | 28 април 2019 г              | 1,03                    |
| Докато е на духовно търсене да намери баланс в Бали, Кортни получава някои новини, които я карат да обмисли бъдеще със Скот. Междувременно Ким и Клои са решени да имат проницателен психически прочит.                                                                                       |            |                          |                              |                         |
| 233 | 5          | „Законно брюнетка“       | 5 май 2019 г                 | 0,83                    |
| Ким решава да следва стъпките на баща си и да преследва мечтата си да стане адвокат. Кортни се тревожи, че Мейсън расте твърде бързо, докато Скот насърчава Клои да възроди кариерата си на художник.                                                                                         |            |                          |                              |                         |
| 234 | 6          | "Пожарен изход"          | 12 май 2019 г                | 0,88                    |
| Горски пожари избухват в квартала и семействата са принудени да напуснат домовете си; Ким и нейният екип очакват информация дали президентът ще одобри тяхното законодателство за реформа на затворите; Крис участва в музикален видеоклип на Ариана Гранде.                                  |            |                          |                              |                         |
| 235 | 7          | "Пет Пийв"               | 26 май 2019 г                | 0,90                    |
| Недоверието на Клои към гаджето на майка й се появява отново по време на семейно пътуване до Палм Спрингс, оставяйки Крис наранена и объркана. Междувременно Кендъл трябва да намери начин да каже на Кортни, че е просрочила добре дошла, а Клои тайно подарява на Норт нов домашен любимец. |            |                          |                              |                         |
| 236 | 8          | "Нещастен кемпер"        | 2 юни 2019 г                 | 1,01                    |
| Ким подлага уменията си за оцеляване на изпитание на къмпинг в пустинята с Норт, а Малика започва да подозира, че Клои може да се бори с някои проблеми във връзката. Междувременно Скот е решен да издигне своята марка дрехи на следващото ниво.                                            |            |                          |                              |                         |
| 237 | 9          | "Коледен хаос"           | 9 юни 2019 г                 | 0,99                    |
| Крис неохотно позволява на Ким да поеме годишното парти на Бъдни вечер; Kлои трябва да се притече на помощ, когато хамстерът на Норт умира; Крис се опитва да разбере нетрадиционната връзка между Кортни, Скот и приятелката му.                                                             |            |                          |                              |                         |
| 238 | 10         | „Тежка намеса“           | 16 юни 2019 г                | 0,97                    |
| Kлои се опитва да посредничи в битка между Кортни и Кендъл, но в крайна сметка влошава нещата; Ким продължава да търси лек за псориазиса си; Крис се чувства като у дома си в новото офис пространство на Кайли, така че Кайли трябва да покаже на майка си кой е шефът.                      |            |                          |                              |                         |
| 239 | 11         | "предателство"           | 23 юни 2019 г                | 1,32                    |
| Kлои се справя с някои изтощителни здравословни проблеми, но светът й се обръща с главата надолу, когато се появяват слухове, че Тристан е изневерил със семейния приятелка Джордин Уудс; Кание събира семейството и приятелите си, за да отпразнуват лечебната сила на музиката.             |            |                          |                              |                         |
| 240 | 12         | "Вторичен трус"          | 30 юни 2019 г                | 1,40                    |
| Ким и Кортни отвеждат Клои на бягство, за да й помогнат да се справи с новините; Гневът на Kлои достига точката на кипене, когато тя научава, че Джордин говори публично за случилото се, което я кара да и се нахвърли.                                                                      |            |                          |                              |                         |

### Сезон 17 (2019)
| бр.като цяло | № в сезона | Заглавие                            | Оригинална дата на излъчване | Зрители в САЩ (милиони) |
| --- | ---------- | ----------------------------------- | ---------------------------- | ----------------------- |
| 241 | 1          | „Рождени дни и лоши новини част 1“  | 8 септември 2019 г           | 1.07                    |
| Kлои кани бившия си на първия рожден ден на Тру; Kлои решава да организира парти за рожден ден на Кортни, но безпокойството на Кортни да навърши 40 заплашва да провали празника; Ким получава опустошителна медицинска диагноза, която може да промени живота й.                                                |            |                                     |                              |                         |
| 242 | 2          | „Рождени дни и лоши новини, част 2“ | 15 септември 2019 г          | 1.05                    |
| След неприятна конфронтация с бившия си на първия рожден ден на Тру, Kлои трябва да разбере как да съществува съвместно с бившия си за да са в полза на детето си; Ким обвинява Кортни, че копира нейния стил; Ким търси отговори относно плашеща медицинска диагноза.                                           |            |                                     |                              |                         |
| 243 | 3          | "Жестоко и необичайно наказание"    | 22 септември 2019 г          | 0,99                    |
| Кортни и Скот търсят родителски съвет, но приносът на Кори предизвиква спор; Kлои планира пътуване до Напа с дегустация на вино, за да се регистрира при Кайли; на семейството му е писнало от новия интензивен протокол за сигурност на Ким, така че те вземат нещата в свои ръце.                              |            |                                     |                              |                         |
| 244 | 4          | "Компания на трима"                 | 6 октомври 2019 г            | 0,86                    |
| Скот се чувства под напрежение да се увери, че Кортни и приятелката му София са щастливи на семейно пътуване до Финландия. |            |                                     |                              |                         |
| 245 | 5          | „Срещали ли сте Ким?“               | 13 октомври 2019 г           | 0,98                    |
| Ким има най-натоварената седмица в живота си, докато се подготвя за раждането на четвъртото си бебе, участва в музикален видеоклип с Парис Хилтън и се отправя към Met Gala; Кортни разбира, че някой близък до семейството й е откраднал пари.                                                                  |            |                                     |                              |                         |
| 246 | 6          | "Псалм Запад"                       | 20 октомври 2019 г           | 1.03                    |
| След раждането на сина си, Псалм, Ким планира изненадваща церемония за подновяване на обета за съпруга си, за да отпразнува пет години брак. Когато приятелите на Кортни не могат да се разберат на едно пътуване за момичета до Търкс и Кайкос, тя трябва да спаси ваканцията.                                  |            |                                     |                              |                         |
| 247 | 7          | "Бившият фактор"                    | 27 октомври 2019 г           | 0,92                    |
| Бившият съпруг на Клои.. Ламар издава мемоар; стар слух се появява отново и Крис се тревожи, че това ще предизвика кавга между нея и Клои; Ким е нервна да говори на пресконференция на живо в Белия дом. |            |                                     |                              |                         |
| 248 | 8          | „Носят слухове“                     | 3 ноември 2019 г             | 0,76                    |
| Крис е бясна, когато се разпространяват клеветнически слухове на 25-ата годишнина от убийството на нейния приятелка Никол Браун Симпсън; Ким се бори да се откъсне от работа, докато е на пътуване до Коста Рика; някои от миналите несигурности на Kлои изплуват отново, когато тя присъства на първия си бал.  |            |                                     |                              |                         |
| 249 | 9          | "Твърди бонбони"                    | 17 ноември 2019 г            | 0,94                    |
| Ким и Кортни планират съвместно парти за рождения ден на дъщерите си; Крис е загрижен за част от обсебващото поведение на Kлои; след критики относно името на нейната линия оформящо облекло, Ким е изправена пред трудно решение за бъдещето на своята компания.                                                |            |                                     |                              |                         |
| 250 | 10         | "Надарен"                           | 1 декември 2019 г            | 0,99                    |
| Когато Тристан започва да обсипва Клои с подаръци, тя се притеснява, че грандиозните му жестове са опит да я спечели обратно; след като Ким и Кортни научават, че хората се разболяват от токсични отпадъци в близката общност, те обещават да помогнат.                                                         |            |                                     |                              |                         |
| 251 | 11         | "Шоуто трябва да продължи"          | 8 декември 2019 г            | 0,89                    |
| Ким и Клои са бясни, че Кортни крие аспекти от живота си от камерите и се опитват да я уволнят от шоуто; Ким помага на млад мъж, наскоро излязъл от затвора, с бъдещето му. |            |                                     |                              |                         |
| 252 | 12         | „Говеда ме подлудяват“              | 15 декември 2019 г           | 0,97                    |
| Крис отвежда семейството в Уайоминг, за да облекчи неотдавнашното напрежение и да укрепи връзките им, но планът й се проваля, когато момичетата започват да се карат по време на пътуването; Кендъл е развълнувана да прекара така необходимото време за свързване с Кайли, която не се и появява на пътуването. |            |                                     |                              |                         |

### Сезон 18 (2020)
Основна статия: В крак със семейство Кардашиян (сезон 18)
| бр.като цяло | № в сезона | Заглавие                                         | Оригинална дата на излъчване | Зрители в САЩ (милиони) |
| --- | ---------- | ------------------------------------------------ | ---------------------------- | ----------------------- |
| 253 | 1          | „Кавги, приятелства и седмица на модата част 1“  | 26 март 2020 г               | 1,07                    |
| Ким става твърде приятелска с бившия на Kлои. Кайли се готви да дебютира в сътрудничеството си с Kylie Cosmetics с Balmain на Седмицата на модата в Париж. Напрежението кипи, когато Ким и Клои се изправят срещу Кортни за скорошното й поведение.                         |            |                                                  |                              |                         |
| 254 | 2          | „Кавги, приятелства и седмица на модата, част 2“ | 2 април 2020 г               | 1,04                    |
| След битката им Ким и Кортни се отправят към Армения, за да кръстят децата си; осъзнавайки, че начинът й на живот я прави нещастна, Кортни обмисля да направи голяма промяна; Кайли е твърде болна, за да изпълнява служебните си задължения в Париж.                       |            |                                                  |                              |                         |
| 255 | 3          | „Среща с моята дъщеря“                           | 9 април 2020 г               | 0,91                    |
| Крис е на сексуален пик във връзката си и се чувства виновна, че Клои преминава през сух период; тя се опитва да я подтикне към срещи отново; Скот изпада в паника заради предстоящия ангажимент.                                                                           |            |                                                  |                              |                         |
| 256 | 4          | „В миг на окото“                                 | 16 април 2020 г              | 0,87                    |
| Клои се бори дали да изпрати дъщеря си в Кливланд, за да посети Тристан; Кайли обмисля да се подложи на страшна медицинска процедура; Скот и Клои планират следващата си шега за Крис, която ще надмине всичките им предишни шеги.                                          |            |                                                  |                              |                         |
| 257 | 5          | "Изненада, изненада"                             | 23 април 2020 г              | 0,80                    |
| По време на бурна седмица на рождени дни, Клои и Ким планират епична изненада, за да отпразнуват Кори; Kлои трябва да избира между замразяването на яйцеклетките си и правенето на ембриони с бившия си; Ким се състезава с времето, за да помогне на лишен от свобода мъж. |            |                                                  |                              |                         |
| 258 | 6          | "Семейни въпроси"                                | 30 април 2020 г              | 0,81                    |
| Когато Ким разкрива, че вече не иска да бъде домакин на годишното парти на Бъдни вечер, семейството се кара за празнични планове; Скот се бори да говори за родителите си, когато се събира с роднина от миналото си; Kлои замества като асистент на Kрис.                  |            |                                                  |                              |                         |

### Сезон 19 (2020)
| бр.като цяло | № в сезона | Заглавие                              | Оригинална дата на излъчване | Зрители в САЩ (милиони) |
| --- | ---------- | ------------------------------------- | ---------------------------- | ----------------------- |
| 259 | 1          | "Болки на растежа"                    | 17 септември 2020 г          | 0,67                    |
| Докато Kлои планира бебешко парти за най-добрата си приятелка, Mалика се бори с реалността да стане самотен родител; Кортни започва да се гушка и излиза от зоната си на комфорт, като се насилва да бъде по-нежна.                                                      |            |                                       |                              |                         |
| 260 | 2          | "Париж, кученца и лудории"            | 24 септември 2020 г          | 0,70                    |
| Тъй като опасенията за вируса COVID-19 започват да нарастват, Ким и Кортни се отправят към Париж за старта на сезон 8 на Yeezy. |            |                                       |                              |                         |
| 261 | 3          | „Пътуване към изцелението“            | 1 октомври 2020 г            | 0,57 ″                  |
| Скот изпитва някои тревожни здравословни проблеми и Ким се отправя към Вашингтон, за да се срещне с някои бивши затворници. Kлои е решена да излекува Ким от страха й от паяци.                                                                                          |            |                                       |                              |                         |
| 262 | 4          | „Проблеми в Палм Спрингс“             | 8 октомври 2020 г            | 0,68                    |
| Крис планира бягство в Палм Спрингс със семейството си, но големият спор между Кендъл и Кайли проваля пътуването; Скот съсипва една от антиките на Крис и кара Мейсън да му помогне с прикриването.                                                                      |            |                                       |                              |                         |
| 263 | 5          | „Сестра, сестра и един бебешки месец“ | 15 октомври 2020 г           | 0,57                    |
| Клои води любимата си на едно последно пътуване преди термина, но се тревожи, че някои проблеми с таткото на Малика може да доведат до ранно раждане на приятелката й. Семейството се справя с последствията от голямата битка между Кендъл и Кайли в Палм Спрингс.      |            |                                       |                              |                         |
| 264 | 6          | „Нещата се разпадат: COVID-19“        | 29 октомври 2020 г           | 0,80                    |
| Докато Лос Анджелис се подготвя за потенциално блокиране, Клои се разболява и се притеснява, че може да има Covid-19. Малика започва да ражда и не може да донесе поддържащата си система в болницата. Крис е съсипана, че не може да бъде безопасно с майка си.         |            |                                       |                              |                         |
| 265 | 7          | „Загуба при заключване“               | 5 ноември 2020 г             | 0,61                    |
| Ким се бори да балансира професионалния живот и живота на майка под карантина, докато Клои проявява творчество, за да се забавлява. Семейството насърчава Кендъл и Кайли да се помирят след спора им в Палм Спрингс.                                                     |            |                                       |                              |                         |
| 266 | 8          | „Love Lockdown“                       | 12 ноември 2020 г            | 0,73                    |
| Клои се чувства притисната да вземе решение за романтичното си бъдеще с Тристан; Скот се отправя към център за лечение, за да работи върху здравето си и от заведението изтичат негови снимки; семейството намира креативни начини да празнува взаимно рождените си дни. |            |                                       |                              |                         |

|  | Тази страница частично или изцяло представлява превод на страницата List of Keeping Up with the Kardashians episodes в Уикипедия на английски. Оригиналният текст, както и този превод, са защитени от Лиценза „Криейтив Комънс – Признание – Споделяне на споделеното“, а за съдържание, създадено преди юни 2009 година – от Лиценза за свободна документация на ГНУ. Прегледайте историята на редакциите на оригиналната страница, както и на преводната страница, за да видите списъка на съавторите. ВАЖНО: Този шаблон се отнася единствено до авторските права върху съдържанието на статията. Добавянето му не отменя изискването да се посочват конкретни източници на твърденията, които да бъдат благонадеждни. |